# Geschichte der Demokratischen Republik Kongo
Die Geschichte der Demokratischen Republik Kongo beschreibt die Geschichte der Region, die später zum Territorium der Demokratischen Republik Kongo werden sollte. Ihre Grenzen wurden im Wesentlichen von der Kolonialmacht Belgien geprägt.
Die vorkoloniale Geschichte der Demokratischen Republik Kongo ist vor allem von mehreren Bantu-Reichen geprägt. Sie gingen nach über drei Jahrhunderten der Plünderung durch den europäischen und arabischen Sklavenhandel sämtlich in einer im Wesentlichen belgischen Kolonialherrschaft unter. Nach deren Ende 1960 und einem nachfolgenden Bürgerkrieg litt das Land ab 1965 unter einer über drei Jahrzehnte währenden Diktatur. Deren Ende 1997 war zugleich der Beginn einer Folge von Kriegen, die die ehemalige amerikanische Außenministerin Madeleine Albright den „ersten Weltkrieg in Afrika“ nannte und die – einschließlich des unmittelbar folgenden Kivu-Krieges – bis 2008 5,4 Millionen Menschen das Leben kosteten.

Karte Afrikas, Demokratische Republik Kongo hervorgehoben

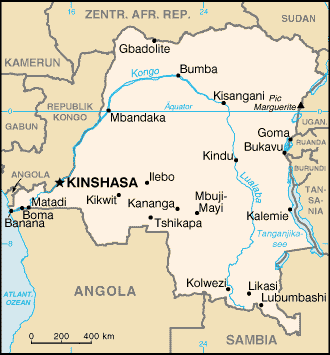
Karte der Demokratischen Republik Kongo

## Vor- und Frühgeschichte
Die ältesten menschlichen Überreste fanden sich am Fundplatz Ishango (s. a. Ishango-Knochen). Sie reichen bis in die Zeit vor 25.000 bis 20.000 Jahren zurück.
Bereits länger bekannte Besiedlungsspuren auf dem Gebiet der heutigen Demokratischen Republik Kongo datieren bis etwa 10.000 v. Chr. zurück. Ab 2.500 v. Chr. lassen sich in den Regenwaldregionen Einwohner der Jäger- und Sammlergesellschaften der Pygmäen belegen. Um 800 v. Chr. wanderten Sudangruppen und Niloten aus Nord- und Ostafrika zu und brachten erste Viehzucht- sowie Agrartechniken mit (siehe Imbonga-Horizont).

## Eisenzeit

### Expansion der Bantu
Ab dem 5. Jahrhundert begannen die anfangs nur im äußersten Nordwesten Zentralafrikas siedelnden Bantuvölker allmählich nach Süden zu expandieren. Beschleunigt wurde ihre Ausbreitung durch den Übergang von steinzeitlichen hin zu eisenzeitlichen Techniken (der in Zentralafrika anders als etwa in Europa erst zu dieser Zeit begann). Während die im Süden und Südwesten lebenden Völker zumeist Fischer und Waldlandpflanzer waren, deren Technik durch die Entwicklung von Metallen nur wenig beeinflusst wurde, revolutionierten die in dieser Periode entwickelten Metallwerkzeuge Agrikultur und Viehhaltung und führten so zur Verdrängung der Gesellschaften der Jäger und Sammler im Osten und Südosten. Im 10. Jahrhundert war die Expansion der Bantu in West-Zentralafrika abgeschlossen. Ansteigende Bevölkerungszahlen ermöglichten zugleich anfangs lokale, später regionale und überregionale Handelsnetze, die vor allem Salz, Eisen und Kupfer handelten.

### Upemba-Kulturen
In der Upemba-Senke, einer knapp 200 km langen Region entlang des Lualaba im Norden der heutigen Provinz Katanga, begann sich ab dem fünften Jahrhundert eine kulturelle Tradition zu entwickeln. Sie mündete letztlich in die Kultur des Luba-Königreiches. Diese Entwicklung verlief zwar nicht ohne Brüche, verschiedene Gesellschaften und Kulturen folgten dabei aufeinander; aber sie entstanden jeweils aus der Vorgängerkultur und nutzten diese als Fundament ihrer eigenen Gesellschaft.
Im fünften Jahrhundert begann diese Tradition mit der Entstehung der Kultur um Kamilamba am Kabambasee, die mit der beginnenden Eisenzeit im achten Jahrhundert von der kisalischen Kultur um die Städte Sanga und Katongo am Kisalesee abgelöst wurde. Diese Kultur begann in der erzreichen Region mit der Bearbeitung von Kupfer und Eisen. Vor allem in der Spätphase wurden diese Rohstoffe mit großem Geschick verarbeitet, ebenso wie Elfenbein und Ton.
Die Kombination aus einer starken Nachfrage nach Metallerzeugnissen und der Existenz eines frühen, aber bereits weitreichenden Handelsnetzes (die Handelsverbindungen reichten über 1500 km weit bis zum Indischen Ozean) mit guten landwirtschaftlichen Bedingungen und Fisch- und Wildreichtum machte die Region so wohlhabend, dass Städte entstehen konnten und eine Zentralisierung auf ein Häuptlingssystem hin einsetzte. Diese Entwicklung setzte sich zunehmend durch und gipfelte in der gegen Ende des 16. Jahrhunderts beginnenden Ära des Luba-Königreiches.

## Präkoloniale Königreiche
Ab dem 13. Jahrhundert bis zum Anfang des 16. Jahrhunderts entstanden und vergingen auf dem Gebiet der heutigen Demokratischen Republik Kongo eine Reihe teils sehr mächtiger Königreiche, darunter als bedeutendste das Königreich Kongo, die Kuba-Föderation sowie die Königreiche der Luba und der Lunda.

### Königreich der Luba
Im 16. Jahrhundert entstand im Südosten des heutigen Katanga das Königreich der Baluba, das sich selbst auf den mythischen Gründer Kongolo zurückführte, der mit Getreuen mehrere Häuptlingsdörfer eroberte und zu einem weiterhin wachsenden Reich vereinte. Das Lubareich entstand aus der Tradition der Kulturen in der Upemba-Senke und war, anders als die umliegenden Häuptlingsgesellschaften, zentralistisch organisiert. Das Königtum der Luba war als Amt zwar mächtig, aber nicht dynastisch verankert. So kam es immer wieder zu Kämpfen um den Thron, die das Reich schwächten und für seinen späteren Zerfall mit ursächlich waren.
Bereits der Gründervater Kongolo wurde Ende des 16. Jahrhunderts von Ilunga Mbidi getötet. Das Reich wurde unruhig und instabil. In den kommenden rund hundert Jahren herrschten drei Dynastien, was ein Zeichen der Schwäche der Monarchie war. Trotzdem erreichte das Lubareich Ende des 17. Jahrhunderts unter Kumwimbu Ngombé seine größte Ausdehnung bis an die Ufer des Tanganjikasees.
Mitte des 19. Jahrhunderts beherrschte das Königreich den Süden Katangas bis in das heutige Simbabwe hinein, danach begann es allmählich durch die ständigen Bürgerkriege um den Herrschersitz zu zerfallen. 1889 spaltete sich die königliche Linie und das Königreich löste sich im Kampf gegen die Chokwe auf.
Einer der Söhne Kongolos verließ Anfang des 17. Jahrhunderts das Königreich und wurde zum Begründer des Lunda-Reichs.

### Kuba-Föderation
Die Kuba-Föderation mit ihrer Hauptstadt Nsheng, dem heutigen Mushenge, war ein Verbund von rund 20 Ethnien, sämtlich Bantu. Ihren Namen erhielten die Kuba von ihren südlichen Nachbarn, den Luba.
Das Staatswesen der Kuba entwickelte sich ab dem 16. Jahrhundert aus einer dezentral organisierten Stammesgesellschaft verschiedener Völker u. a. der Luba, Leele und Wongo. Aufgrund der relativ unzugänglichen Lage im Süden des heutigen Kongo, abseits des Kongo-Flusses, blieb es von den Sklavenjagden der Europäer und Afroaraber im 18. und 19. Jahrhundert weitgehend verschont. Bis zur zweiten Hälfte des 19. Jahrhunderts erlangte die Föderation, ungestört von der Kolonialisierung im Westen, eine Ausdehnung von etwas über 100.000 km² mit ca. 150.000 Einwohnern.
Seit den 1880er Jahren hatten die Belgier versucht, Zutritt zum Reich der Kuba zu finden, aber ihre Geschenke wurden stets abgelehnt und König Kot aMbweeky aMileng drohte mit der Enthauptung jedes Eindringlings. 1892 gelang es dem afro-amerikanischen presbyterianischen Missionar William Henry Sheppard in die Hauptstadt vorzudringen; wegen seiner schwarzen Hautfarbe blieb er am Leben und konnte vier Monate unter den Kuba leben.
Gegen Ende des 19. Jahrhunderts wurde das Reich instabil. Es zerfiel unter der folgenden Kolonialherrschaft Leopolds II.
1908 kaufte Belgien ihm das Land ab; es wurde zu Belgisch-Kongo.

### Königreich Kongo

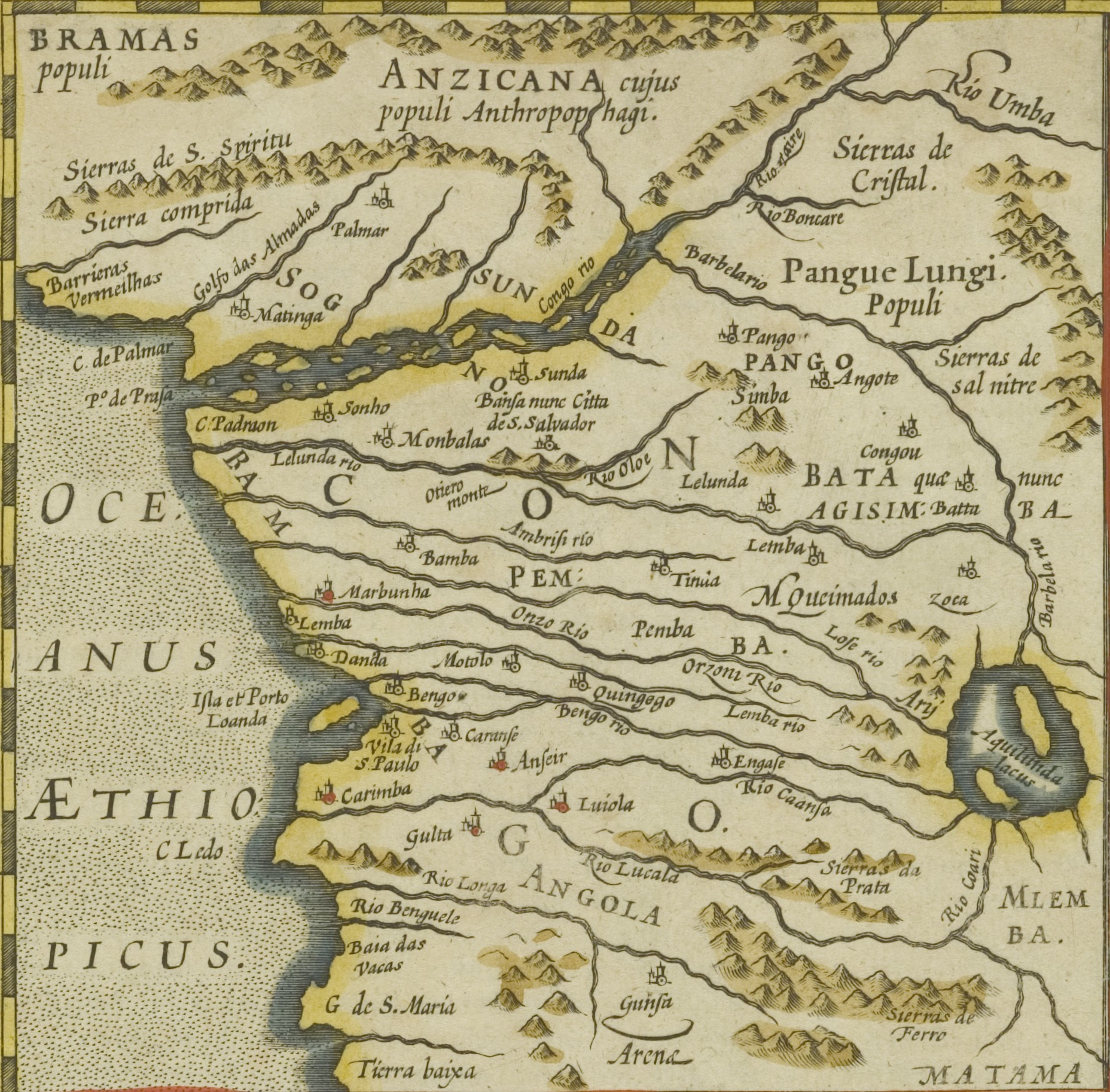
Historische Karte des Kongo

Das Königreich Kongo entstand vermutlich um 1370. Gründungsvater war Ntinu Wene (auch Lukeni genannt). Er eroberte als erstes die Reiche Mbundu und Mpemba, wo er die Hauptstadt Mbanza Kongo gründete. Weitere Königreiche band er später vertraglich in sein Reich ein, das dann eine Föderation aus vier Teilstaaten darstellte.
Das Reich erstreckte sich zur Zeit der Kontaktaufnahme durch die Portugiesen mit rund 300.000 km² über Teile der heutigen Staaten Angola (drei Viertel), Demokratische Republik Kongo (ein Viertel) sowie Republik Kongo (etwa 1 %).
Eine nach dem ersten Erreichen der Kongo-Mündung 1482 durch Diogo Cão entsandte portugiesische Expedition führte 1489 zum ersten europäischen Kontakt mit dem König. Der amtierende König Nkuwu entsandte im Gegenzug einen Emissär nach Portugal, ließ sich 1491 als João I. taufen und erhielt im Gegenzug militärische Hilfe der Portugiesen.
Nach dem Tod Nkuwus / João I. gab es einen Machtkampf. In der Schlacht von Mbanza Kongo konnte sich der christliche Mwemba, geboren um 1456, gegen seinen traditionell-religiösen Bruder Mpanzu durchsetzen, als Dom Afonso I. übernahm er 1506 die Herrschaft über den Kongo. Mwemba / Afonso herrschte 37 Jahre lang über den Kongo und betrieb als ein frommer christlicher Herrscher eine Politik in enger Anlehnung an Portugal und die christlichen Bruderstaaten Europas. Seine Hoffnung war, durch Kooperation von den Portugiesen dauerhaft als gleichwertig anerkannt zu werden.
1512 erging das so genannte Regimento des portugiesischen Königs Manuel I., eine Anweisung an dessen Botschafter. Es sah vor, dass die Portugiesen dem König des Kongo bei der Organisation seines Reiches beiseite stehen sollten, inklusive des Aufbaus eines Rechtssystems und eines Heeres, missionarischen Engagements sowie der Unterrichtung des Hofes in portugiesischer Etikette. Im Gegenzug sollte der Kongo die portugiesischen Schiffe mit wertvoller Fracht füllen, vor allem Sklaven, Kupfer und Elfenbein.
Immer wieder aber sah sich Afonso ungleich behandelt. Vor allem des „schamlosen“ Verhaltens der Missionare und der Sklavenjagd der Portugiesen versuchte er anfangs noch mit diplomatischen Mitteln Herr zu werden. Er fand aber in Portugal kein Gehör und verwies so 1526 die Portugiesen des Landes. Dem kamen zwar Missionare und Offizielle nach, nicht aber die gefürchteten Sklavenjäger. Während Portugal seine Interessen als Reaktion auf das südlich gelegene Königreich der Luanda verlagerte, verlor der längst von Portugal abhängig gewordene Kongo an Macht und Stabilität.
Nach Afonsos Tod 1543 folgte Diogo I. Ursprünglich eher portugalfeindlich eingestellt, lud er 1546 doch wieder Missionare ins Land. Ein Angriff durch das Volk der Jaga 1569 führte zu einem Hilferuf von Diogos Nachfolger, Alvaro I., an Portugal. Doch die Befreiung von den Jaga war ein Pyrrhussieg, Alvaro I. musste sich in den Vasallendienst Portugals begeben, und der Kongo wurde tributpflichtig. Mit diesem Schritt endete auch formal die ursprünglich postulierte Gleichwertigkeit der beiden Königreiche zueinander. Der nun frei expandierende Sklavenhandel entvölkerte ganze Landstriche und ließ den Kongo allmählich zerfallen.
Als Antonio I. (ab 1661) die mit Portugal abgeschlossenen Verträge 1665 für ungültig erklärte und die Rückgabe aller von Portugal annektierten Gebiete forderte, besiegte eine portugiesische Armee das kongolesische Heer in der Schlacht von Ambuila, enthauptete Antonio und ergriff die endgültige Kontrolle über das Land, das in Einzelprovinzen zerschlagen wurde. Die nachfolgenden Staatsoberhäupter des Rumpfkönigreiches waren machtlose Marionetten, das Königreich Kongo hatte in seiner ursprünglichen Form nach knapp 300 Jahren zu existieren aufgehört.

## Erkundung und Annexion

### Letzte afrikanische Staatswesen
Ohne ein eigenständiges und funktionstüchtiges Staatswesen, das groß genug war, um den zunehmenden Aktivitäten der europäischen Kolonialmächte im Kongobecken Paroli zu bieten, war Zentralafrika weitgehend wehrlos. Mit dem beginnenden 18. Jahrhundert konnte so der Sklavenhandel durch Europäer, Afroaraber und einige afrikanische Völker ungestört und systematisch ausgebaut werden. Vom Anfang des 16. Jahrhunderts bis zur Mitte des 19. Jahrhunderts wurden zwischen 13 und 20 Millionen Menschen aus Afrika als Sklaven verschifft, davon ca. fünf Millionen von der Küste des Kongos und Angolas – ein ungeheurer Verlust, der große Teile der Region sozial und wirtschaftlich verwüstete.
Zwar existierten bis zum Ende des 19., teils Anfang des 20. Jahrhunderts weiterhin Königreiche im Kongo, etwa im Nordosten das Königreich der Mangbetu (1815–etwa 1895) und im Norden das Sultanat der Zande (1860–etwa 1912). Diese aber hielten sich nur mit europäischer Duldung als entweder abhängige und tributpflichtige Vasallenstaaten oder kleinste Einheiten in den Gegenden, die für die Europäer bis zur vollständigen Bereisung noch terra incognita waren.

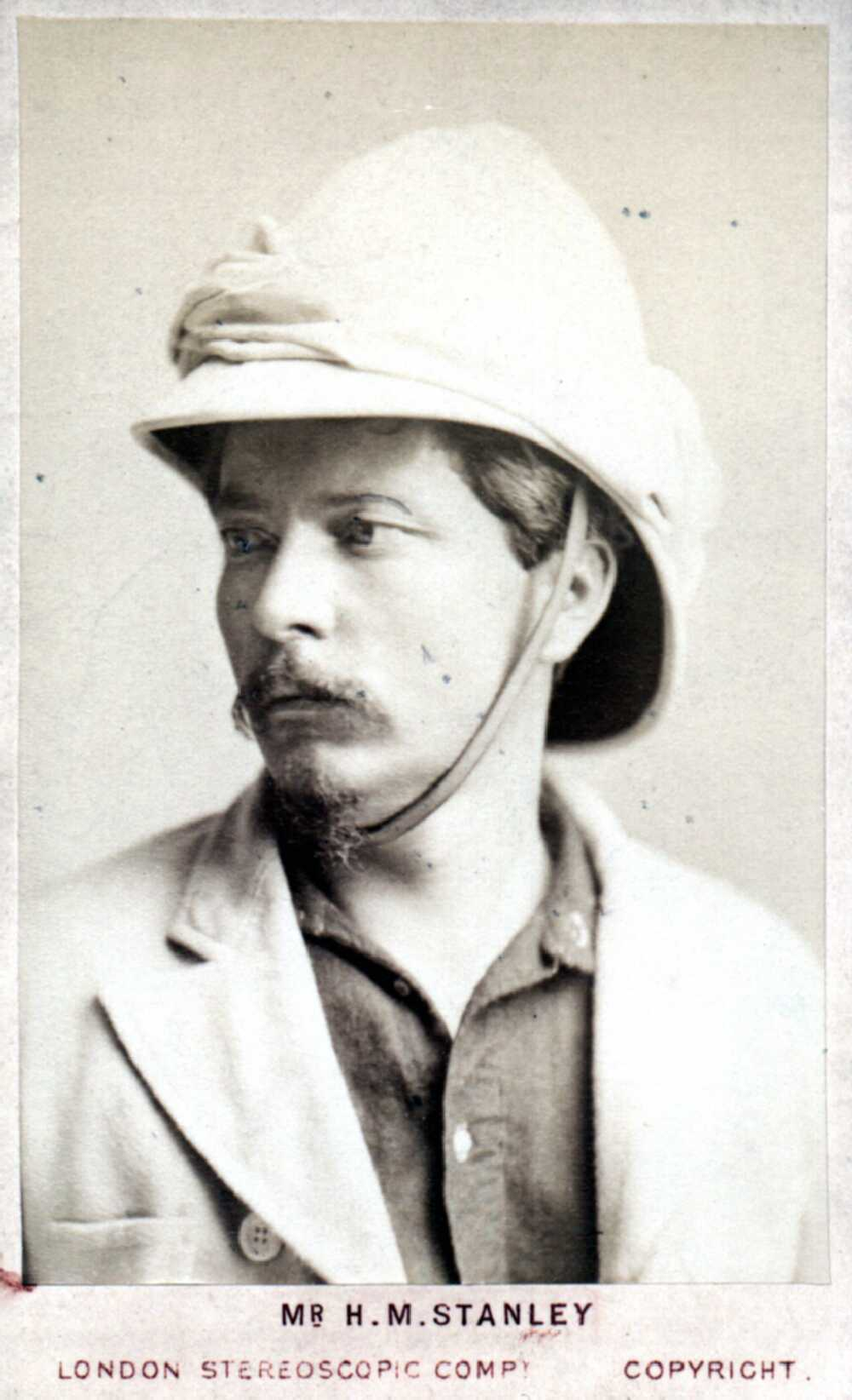
Henry Morton Stanley

### Erforschung des Kongo durch Europäer
Seit dem ersten Kontakt mit dem Kongo 1482 durch Diogo Cão hatten die Europäer sich auf die Ausbeutung des Landes als Sklavenlieferant beschränkt. Fast 400 Jahre lang ließen sich europäische Händler nur an den Küsten des Kontinents nieder, wo sie sich von afroarabischen und afrikanischen Zwischenhändlern Sklaven anliefern ließen. Mit der sukzessiven Abschaffung der Sklaverei Mitte des 19. Jahrhunderts ging dieses Interesse zurück. So blieb das Innere des Kontinents den Europäern lange verborgen.
In den 50er Jahren des 19. Jahrhunderts war es David Livingstone, ein schottischer Missionar, der als Erster mit dem Kongobecken die küstenfernen Regionen des Kongo erforschte. Bei einer weiteren Expedition galt er 1866 als verschollen. Der ihm vom New York Herald nachgesandte britische Journalist Henry Morton Stanley (1841–1904) machte sich 1867 auf die Suche nach ihm und fand ihn am 10. November 1871 in Ujiji nahe dem Tanganjika-See, dessen Nordende sie in der Folge gemeinsam erkundeten.
Stanley war zwar weitgereist, in Zentralafrika aber war er zum ersten Mal. Freimütig gestand er: „Ich verabscheue dieses Land von Herzen“, was ihn nicht daran hinderte, seinen Namen untrennbar mit dem des Kongo zu verknüpfen. Stanley erforschte den Verlauf des Kongo-Flusses von 1874 bis 1877 und war damit der erste Europäer, der den Kongo umfassend bereiste.

## Belgische Kolonialherrschaft

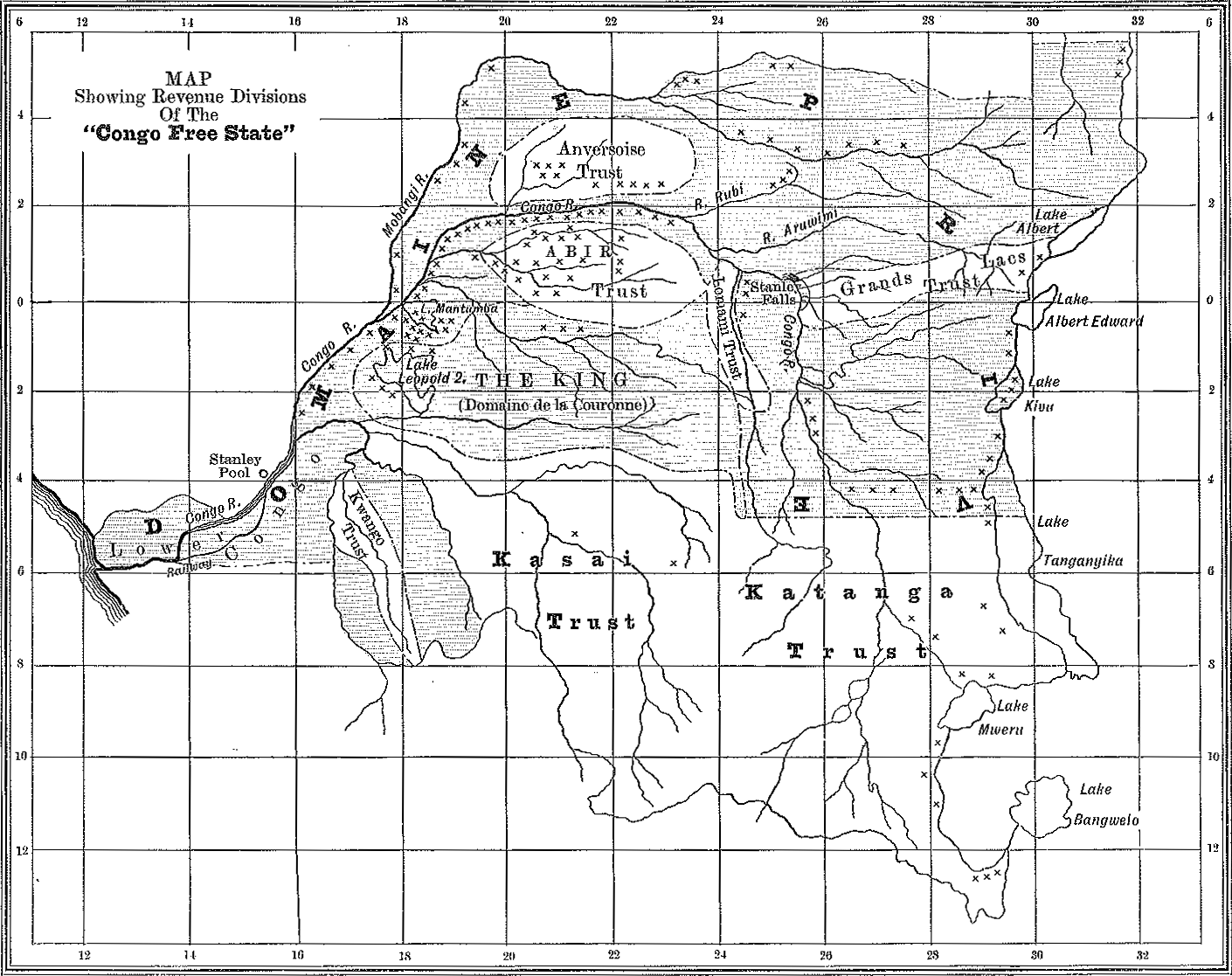
Karte des Freistaats aus dem Jahr 1906: Eingezeichnet sind u. a. die Gebiete der Konzessionen an verschiedene Kautschukunternehmen

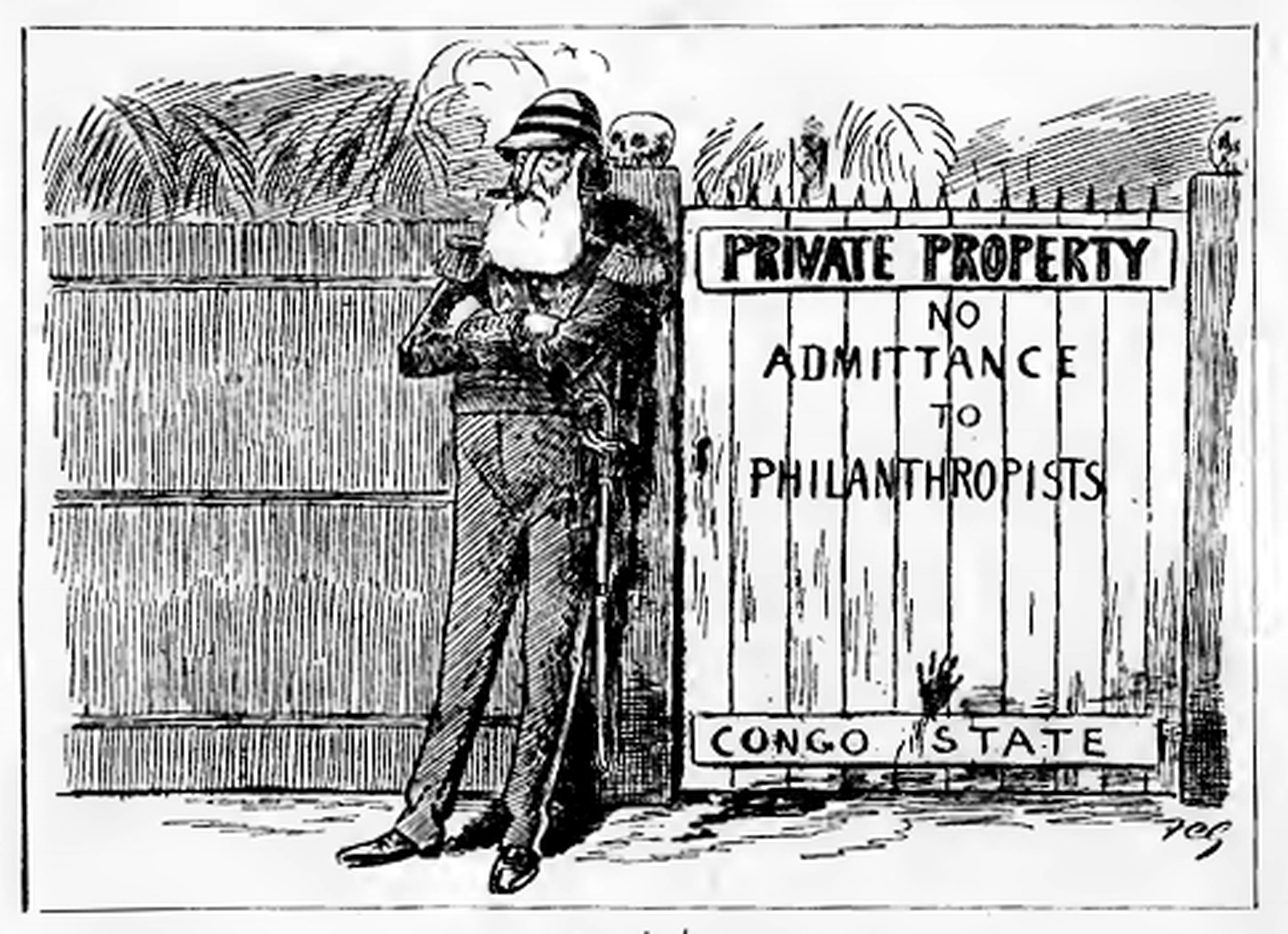
Cartoon von F. C. Gould, der König Leopold II. und den Kongo-Freistaat darstellt

### Kongo-Freistaat (1885 bis 1908)
Stanleys Ziel war, mit seinen Expeditionen den Kongo dem britischen Kolonialreich anzugliedern. Da Stanley einen zweifelhaften Ruf hatte, als Amerikaner galt und die allgemeine Stimmung in Großbritannien eher gegen Kolonien war, lehnte die britische Regierung eine Übernahme des Kongo ab. Der belgische König Leopold II. jedoch war vom Gedanken an ein Kolonialreich seit langem fasziniert. Bereits im September 1876 veranstaltete er eine große geographische Konferenz in Brüssel, bei der es um die Erforschung des Kongos ging, und gründete gleichzeitig eine philanthropische Gesellschaft zur Erforschung des Kongo, die Internationale Afrika-Gesellschaft (französisch Association Internationale Africaine). Leopold wollte die Gelegenheit des britischen Desinteresses nutzen, umwarb Stanley regelrecht und schloss mit ihm endlich 1878 eine für fünf Jahre geltende Übereinkunft: Stanley sollte das Land aufkaufen und die unschiffbaren Katarakte am Fluss mit Straßen umgehbar machen. Leopold würde sich um den staatsrechtlichen Teil kümmern. Stanley erhielt große Summen Geld von Leopold dafür, musste jedoch auch zusätzliche Mittel zur Finanzierung der Expedition einwerben. So ging er z. B. auf Vortragsreise und konnte sogar Missionsgesellschaften dazu bringen, Geld zu spenden.
Fünf Jahre lang war Stanley Leopolds Mann im Kongo. Offiziell trennten sich danach ihre Wege, doch heimlich stand Stanley weiter auf der Gehaltsliste des Königs. In Leopolds Auftrag gelang es Stanley, von 1879 bis 1885 durch 450 Kaufverträge für das Land rund um den Fluss mit verschiedenen Bantu-Häuptlingen weite Teile des Kongo „aufzukaufen“. Die meist analphabetischen Häuptlinge, die juristische Papiere in einer ihnen unbekannten Sprache unterschrieben, konnten die Tragweite ihrer Tat natürlich nicht absehen. Die folgenreichste Klausel der Verträge besagte, „daß alle Arbeiten, Verbesserungen oder Expeditionen, welche die genannte Association zu irgendwelcher Zeit in irgendeinem Teil dieser Gebiete veranlassen wird, durch Arbeitskräfte oder auf andere Weise unterstützt werden“ sollten. Auf dieser Klausel fußte die zukünftige Zwangsarbeit.
Stanley ließ eine Straße von der Kongomündung bis zum Stanley Pool (heute Pool Malebo) bauen, von wo aus der Kongo schiffbar war. Kleine Dampfschiffe wurden stückweise dorthin geschafft und zusammengebaut. Stanley gründete eine Stadt, die er nach seinem Gönner Léopoldville nannte (heute Kinshasa). An 1500 Kilometern Flusslauf entlang wurden weitere Stationen geplant und gebaut. All dies, so wurde es nach außen dargestellt, im Dienste der Wissenschaft und im Kampf gegen die Sklaverei durch arabische Sklavenjäger.

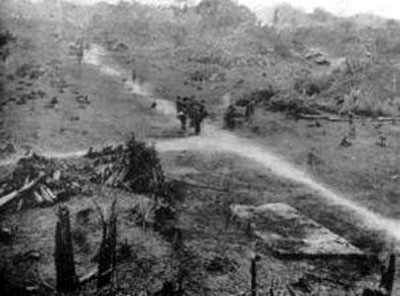
Zur Anlage einer Kautschukplantage eingeebnetes kongolesisches Dorf

Durch all diese Aktivitäten konnten Stanley und Leopold zunächst ihren guten Ruf erhalten. 1884 nahm auch Stanley an der internationalen Kongo-Konferenz teil, die Otto von Bismarck in Berlin veranstaltete. Da auch in Belgien die Stimmung eher gegen Kolonien war, wurde Leopold der Kongo als Privatbesitz der belgischen Krone zugesprochen, mit der Verpflichtung, „die Erhaltung der eingeborenen Bevölkerung und die Verbesserung ihrer sittlichen und materiellen Lebenslage zu überwachen, an der Unterdrückung der Sklaverei und des Negerhandels mitzuwirken“ und „religiöse, wissenschaftliche und wohltätige Einrichtungen und Unternehmungen zum Besten der Eingeborenen zu schützen“.
Leopold war es auf diese Weise gelungen, die europäischen Mächte gegeneinander auszuspielen und seine privaten Erwerbungen anzuerkennen, obwohl dadurch Begehrlichkeiten bei vielen europäischen Mächten geweckt wurden. Frankreich, das über Pierre Savorgnan de Brazza angefangen hatte, selbst im Kongo Land zu kaufen, wurde eine Art „Vorkaufsrecht“ gewährt, sollte Leopold mit seinen Plänen scheitern. Portugal, das seinerseits begonnen hatte, Land in Portugiesisch-Kongo zu erwerben, war von der Aussicht, statt Leopolds schwachem Kongo-Staat das mächtige Frankreich als Nachbar zu bekommen, wenig angetan. Die Briten wurden durch die Freihandelsgarantien zufriedengestellt, die ihnen Leopold gewährte. Für Bismarck wiederum bedeutete der Kongo-Freistaat einen willkommenen Puffer zwischen den britischen, französischen und portugiesischen Anspruchsgebieten in Afrika. Daher untersagte Bismarck nach vorauseilenden Eigeninitiativen von Eduard Schulze bei Nokki und Paul Reichard in Katanga deutschen Kolonialerwerb im Kongo. Zudem hatte Leopold nur begrenzte Mittel zur Verfügung und schien als Monarch ungefährlich.
Im Ergebnis erklärte Leopold II. am 23. April 1885 die neu geschaffene Association internationale du Congo (AIC) zur Eigentümerin des Kongo und erließ eine Verfassung für den Kongo-Freistaat. Da Leopold der alleinige Eigentümer der neuen Gesellschaft war, war der Kongo de facto sein Privatbesitz. Nominell war der neu geschaffene Staat vollständig selbstständig gegenüber der Kolonialmacht Belgien. Der Kongo-Freistaat besaß eine eigene Regierung in Boma, die nur Leopold Rechenschaft abzulegen hatte. Er hatte mit der sogenannten „Force Publique“ eine eigene Armee sowie eigene diplomatische Vertretungen in anderen Staaten. Dieser Status war in der Kolonialgeschichte einzigartig. Die einheimische Bevölkerung war von den politischen und militärischen Entscheidungen ausgeschlossen, die den belgischen Eliten vorbehalten blieb. Das riesige Land, 75-mal größer als Belgien, wurde sukzessive kolonisiert und die bestehenden Bantureiche zerschlagen. Im Zuge der Inbesitznahme des Territoriums wurde auch die christliche Missionierung vorangetrieben, was zur Gründung von Schulen und Krankenstationen führte.
In den folgenden Jahren investierte Leopold große Teile seines privaten Vermögens in den Ausbau des Staates. Neue Verwaltungsvorposten wurden angelegt, Missionsstationen gegründet. Gleichzeitig wurden seit Stanleys Erschließung viele Kinder aus den Fängen der afro-arabischen Sklavenhalter im Osten des Kongo aufgekauft. Diese aufgekauften Kinder und Jugendliche wurden als Helfer in die Verwaltungsposten und Missionen geschickt, wo sie als anschließend zumeist loyale Untertanen bei der Erschließung des Landes halfen. Langsam breiteten sich die Verwaltungs- und Missionsstationen über das riesige Land aus. Gerade die Missionsstationen sind in der Geschichte des Kongo von großer Bedeutung, denn zum ersten Mal in der Geschichte des Landes lebten Menschen aus verschiedensten ethnischen Gruppen zusammen und bildeten eine neue Gemeinschaft. Besonders die Jesuiten beteiligten sich an der missionarischen Erschließung des Landes. An den Missionsstationen entstanden Bauernhöfe und neue Dörfer und Siedlungen.
Der Staat Belgien, der ihm die 25 Millionen Francs gewährte (die später noch einmal um 7 Mio. Francs aufgestockt wurden), kam damit nun auch de jure mit der Politik des Kongo in Berührung.
Gleichzeitig ließ Leopold den Freihandel aufheben, was für die einheimische Bevölkerung eine Katastrophe bedeutete. Konnte die Bevölkerung zuvor Elfenbein an europäische Händler verkaufen, um den Lebensunterhalt zu bestreiten, bedeutete die Verstaatlichung des Landes den völligen Zusammenbruch des beginnenden Wirtschaftskreislaufes. Dörfer, die neben der Landwirtschaft auch Jagd und Fischerei betrieben, um zu überleben, wurden nun als Diebe betrachtet, die staatliches Eigentum „stahlen“. Wurden neue Felder angelegt, wenn die alten infolge der intensiven Landwirtschaft unbrauchbar wurden, konnte das den Menschen als „Landraub“ zur Last gelegt werden. Als Folge brachen große Hungersnöte aus, die Millionen Menschen betrafen.

### Städtegründungen
Während der Zeit des Freistaates und zu Beginn der belgischen Herrschaft zwischen 1880 und 1920 wurden die meisten heutigen Großstädte der Demokratischen Republik Kongo gegründet.
Sie entwickelten sich aus den Handels-, Verwaltungs- und Missionsposten.
Bis dahin gab es kleinere Städte nur an der Mündung des Congo Flusses am Atlantik.
Dies waren die Hafenstädte Banana, Muanda, Boma und Matadi.
Diese wurden nach Ankunft der Belgier zwischen 1880 und 1900 zügig ausgebaut.
In der Folgezeit gründeten die Belgier im Landesinneren 1881 Léopoldville/Kinshasa, 1883 Stanleyville/Kisangani, Coquilhatville/Mbandaka, 1885 Luluabourg/Kananga, 1886 Goma, 1893 Kimwenza, 1903 Costermansville/Bukavu, 1907 Tshikapa, 1910 Bakwanga/Mbuji-Mayi und Élisabethville/Lubumbashi, 1937 Kolwezi, 1943 Jadotville/Likasi

### Verkehr
Zu Zeiten des Freistaates war der Kongo-Strom das Hauptverkehrsmittel des Landes.
Dazu wurden zwei Eisenbahnlinien im Westen des Landes gebaut.
1898 wurde die Matadi-Kinshasa-Bahn in Betrieb genommen, welche den Atlantik mit dem Landesinneren verband.
Zwischen 1898 und 1912 wurde die Boma-Tshela-Bahn errichtet.
Zwischen 1927 und 1937 bauten die Belgier im Norden des Landes die sogenannten Uelle-Bahnen.
1931 wurde die heute stillgelegte Strecke Chemins de fer du Kivu erbaut.
Ansonsten konzentrierten sich die Belgier ab den 1930er Jahren auf den Ausbau der neuen Hauptstadt Léopoldville/Kinshasa. Hier wurde mit der Stadtbahn Kinshasa das erste und bisher einzige Nahverkehrssystem des Landes gebaut. Dazu bauten sie den Flughafen Ndjili und den Flughafen N’Dolo.

### Die Kolonialarmee
1885 wurde die „Force Publique“ als neue Armee des Freistaates geschaffen. Rekruten, die sich der Armee anschlossen, durften ihre Frau mitnehmen bzw. als Soldaten heiraten, was den Soldaten in Belgien verboten war. Diese Frauen wurden von der Armee angestellt und es gab sogar eine finanzielle Kinderzulage. So schuf Leopold eine ihm gegenüber bedingungslos loyale Berufsarmee, die keine Bindung zu ihren traditionellen Volksgruppen mehr hatte und regelrechte Militärclans bildete, die teils bis in die Gegenwart überdauern. Gleichzeitig kamen mit dem Freihandel belgische und ausländische Händler ins Land. Es bildete sich unter den Einheimischen eine neue Kaste der Händler, die aus dem Inneren des Kongo Elfenbein aufkauften, dieses an die Küste transportierten und unterwegs Waren von geringerem Wert in den Dörfern verkauften. In diesen Jahren veränderte sich der Charakter des Landes. Hatte Stanley zuvor neben anderen Europäern vor allem Engländer in seinen Dienst gestellt, übernahmen nun immer mehr Belgier die entscheidenden Funktionen im neuen Staat.
Der Ausbau der „Force Publique“ war der entscheidende Schritt in den Terror. War sie in den ersten Jahren eine kleine, aber loyale und motivierte Berufsarmee gewesen, wurde sie in den folgenden Jahren massiv erweitert. Verwaltungs- und Missionsstationen mussten für jede 25. Familie einen Rekruten stellen. Die Militärzeit dauerte 7 Jahre. Für die örtlichen Eliten war diese Regelung die ideale Grundlage, um Kriminelle und Verbrecher loszuwerden. Die neuen Rekruten waren oft wenig motiviert und völlig undiszipliniert. Gleichzeitig wurden viele ehemalige Soldaten der afro-arabischen Sklavenhändler in die Armee eingegliedert, die ebenfalls wenig Loyalität, Motivation und Disziplin besaßen. Die Sklavenhändler waren in mehreren Feldzügen im Ost-Kongo unterworfen worden, da sich viele von ihnen nicht wie Tippu-Tip auf die Seite des Freistaates stellten.
Einer ihrer größten Feldzüge war die Unterwerfung des Volks der Azande 1904/05 im Grenzgebiet zum anglo-ägyptischen Sudan, dem sogenannten Zandeland.
Die Offiziere, die oftmals aus dem belgischen Kleinbürgertum stammten und häufig auf ihre Aufgaben in Afrika unzureichend vorbereitet waren, litten häufig unter dem mörderischen Klima in abgelegenen einsamen Posten, wo sie nicht selten die einzigen Europäer auf hunderten Quadratkilometern waren. 1908 lebten insgesamt nur 3000 Europäer im Freistaat. 360 europäische Offiziere waren auf eine Fläche von Westeuropa verteilt. Dazu kam eine häufig feindselige Umgebung, was wiederum Angst, Einsamkeit, Depression, Melancholie förderte, die wiederum am Ende in Allmachtsphantasien ausgelebt wurden, die in dem rechtsfreien Raum ohne Konsequenzen blieben.

### Bekämpfung der Sklaverei
1889 fand in Brüssel eine große Konferenz gegen die Sklaverei statt. Die Sklavenhändler waren traditionell Afroaraber, der europäische Sklavenhandel war unterbunden. Die Beschlüsse der Konferenz erschienen den europäischen Teilnehmern daher unproblematisch. Leopold ließ Stanley auf dieser Konferenz auftreten, um seine eigene Position zu festigen und Druck auf das belgische Parlament auszuüben, das ihm einen Kredit von 25 Millionen Francs gewähren sollte. Zu diesem Zeitpunkt stand Leopold kurz vor dem Ruin. Er hatte rund 10 Mio. Francs investiert, aber nur 75.000 Francs an Einnahmen erwirtschaftet. Durch den Freihandel waren keine Zölle möglich, und das Fehlen einer Geldwirtschaft machte es unmöglich, Steuern zu erheben. Die Realisierung der Versprechen, die Leopold 1885 abgegeben hatte, rückte damit in weite Ferne.

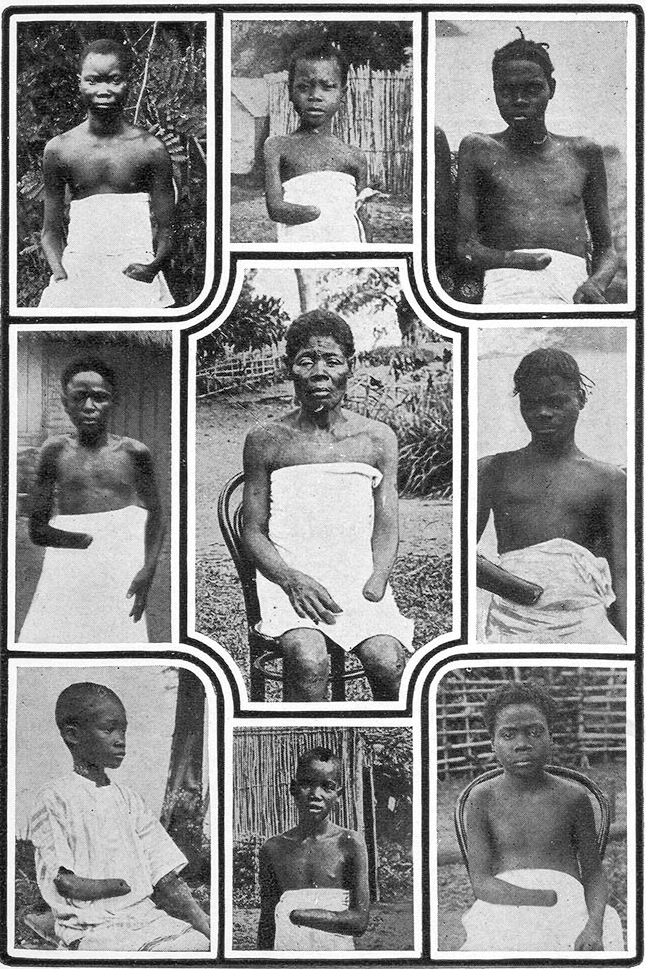
Kinder und Erwachsene, denen von den belgischen Kolonialherren zur Strafe eine Hand abgehackt wurde. (Aus: König Leopolds Selbstgespräch von Mark Twain, 1905)

### Kongogräuel
Die Erschließung des riesigen Kongo finanzierte König Leopold II. durch den Verkauf von Nutzungsrechten an Gesellschaften. Die Konzessionsfirmen verfolgten ihre wirtschaftlichen Ziele mit einer – auch für damalige Verhältnisse – beispiellosen Rücksichtslosigkeit und Brutalität. Diese Unternehmen hatten meistens Leopold als Hauptaktionär, oder es war festgelegt, dass der Hauptgewinn an den Freistaat zu fließen hatte, und damit letztendlich direkt an Leopold als dessen Eigentümer. Das Unternehmen Aversoise bekam z. B. ein Gebiet über 160.000 Quadratkilometer – die doppelte Fläche Irlands – zugesprochen, welches die Firma nach Belieben ausbeuten konnte. In den Verwaltungsräten saßen ausnahmslos Persönlichkeiten aus der politischen Führung des Freistaates.
Naturkautschuk bedeutete nun aus Sicht der herrschenden Eliten die „ideale“ Steuer für die Bevölkerung, da die weltweite Nachfrage nach Kautschuk stieg. Die Provinzverwalter gingen dazu über, eine gewisse Menge an Kautschuk als Abgabe von der Bevölkerung zu verlangen. So mussten die Einheimischen in den Urwald ziehen, um wilden Kautschuk zu sammeln. Die Force Publique trieb anschließend diese neue Kautschuksteuer ein. Die Männer allerdings, die den Kautschuk eintreiben mussten, wurden nach der einkassierten Menge bezahlt. Es setzte also ein Streben nach Gewinnmaximierung ein, was zu einer beispiellosen Gewaltherrschaft führte. Wurden 1891 noch 100 Tonnen Kautschuk exportiert, waren es 1901 bereits 6000 Tonnen. Gleichzeitig bedeutete dies für die einheimische Bevölkerung, dass ihr immer weniger Zeit blieb, um Nahrungsmittel anzubauen. Wer nicht die geforderte Kautschukmenge lieferte, wurde erschossen. Das Jagen und Fischen galt seit der Verstaatlichung des Landes 1890 bereits als „Wilderei“. Dies führte zu Hungersnöten, welchen in manchen Gebieten 60–90 % der Bevölkerung zum Opfer fielen. Die Ortschaft Lukolela hatte beispielsweise 1891 6000 Einwohner, 1903 waren es gerade noch 400. Viele Menschen verließen den Freistaat oder zogen sich in den Dschungel zurück, um den Gräueln zu entkommen. Der „Freistaat“ war ein Staat ohne freien Handel, freie Arbeit und freie Bürger. Stattdessen herrschten Zwangsarbeit und Monopolwirtschaft.

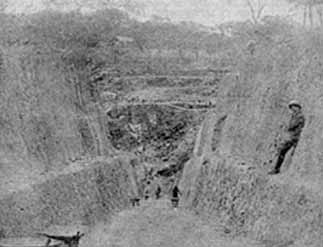
Offener Bergbau in Shinkolobwe in den 1920er Jahren: Männer mit Schubkarren sammeln Erz, während ein Minen-Aufseher zuschaut (1925)

### Belgisch-Kongo
Die brutale Ausbeutung des Landes und der Bevölkerung des Kongo-Freistaates wurde als „Kongogräuel“ bekannt und führte um die Jahrhundertwende zu beträchtlichen Unruhen. In den ersten Jahren des 20. Jahrhunderts kam es zu internationalen Protesten, die zum Teil durch Berichte von Missionaren ausgelöst wurden, die von Gräueltaten der Kolonialmacht berichteten. Auf Druck der öffentlichen Meinung musste Leopold II. 1904 eine Untersuchungskommission installieren. Nachdem die Kommission Sklavenhandel, Zwangsarbeit und weitere Missstände aufgedeckt hatte, sah sich der König zu Reformen gezwungen, die jedoch wenig wirksam waren. 1908 sorgten Berichte über die menschenunwürdigen Ausbeutungspraktiken als so genannte „Kongogräuel“ international für Aufsehen und Empörung, alarmierten die westlichen Nationen und zwangen Leopold endgültig zum Verkauf des Freistaates Kongo an den belgischen Staat. Dieser zahlte dem König 50 Millionen belgische Francs, sicherte die Vollendung der vom König unterstützten Bauprojekte unter Aufwendung von 45 Millionen Francs zu und übernahm die Staatsschulden des Freistaats in Höhe von 110 Millionen Francs. Am 15. November 1908 erfolgte die Umwandlung in die Kolonie Belgisch-Kongo. Die Verfassung, die Charte Coloniale, verbot jede politische Betätigung in der Kolonie und verfügte, dass die Regierungsmitglieder nicht gewählt, sondern ernannt wurden. Auch die Zwangsarbeit wurde am 22. März 1910 offiziell abgeschafft. Diese Maßnahme blieb aber tatsächlich wirkungslos, und die Unterdrückung der einheimischen Bevölkerung blieb erhalten. Zwischen 1880 und 1920 halbierte sich die Bevölkerung des Kongo. Von den anfangs um 20 Millionen Einwohnern starben über 10 Millionen durch koloniale Gewaltverbrechen, Hunger, Entkräftung durch Überarbeitung und Krankheiten.
Durch die Ausbeutung der Agrarerzeugnisse Kautschuk, Palmöl und Kaffee aus einer expandierenden Plantagenwirtschaft sowie der Bergbauprodukte Kupfer, Blei, Zink und Diamanten gelang es Belgien, sich in die Gruppe der erfolgreichen Kolonialstaaten einzureihen. Die mächtigen Konzessionsgesellschaften, allen voran die 1928 gegründete belgische „Société Générale“, übten bis in die 1960er Jahre ihren Einfluss auf die wirtschaftliche und politische Entwicklung in der Kolonie Kongo aus.
Am 5. August 1914 begann der Erste Weltkrieg in Afrika. In der folgenden Auseinandersetzung zwischen (hauptsächlich) Großbritannien und dem deutschen Kaiserreich unterstützte Belgien ab Juni 1916 die britische Offensive in Deutsch-Ostafrika und besetzte Ruanda-Urundi (heute Ruanda und Burundi). Mit dem Friedensvertrag von Versailles verlor das Deutsche Reich 1919 völkerrechtlich die Kolonien in Ostafrika, und Belgien erhielt die vorläufige Verwaltung über Ruanda-Urundi. 1920 und 1923 wurden die Länder offiziell belgisches Völkerbundsmandat und am 21. August 1925 als Mandatsgebiete Ruanda-Urundi administrativ der Kolonie Belgisch-Kongo angegliedert. Um den ihres Erachtens zur Rohstoff-Ausbeutung unterbesiedelten Kongo besser entwickeln zu können, beförderten die Belgier die Immigration vor allem aus Ruanda, die bis in die Gegenwart für Konflikte insbesondere im Osten des Landes sorgen.

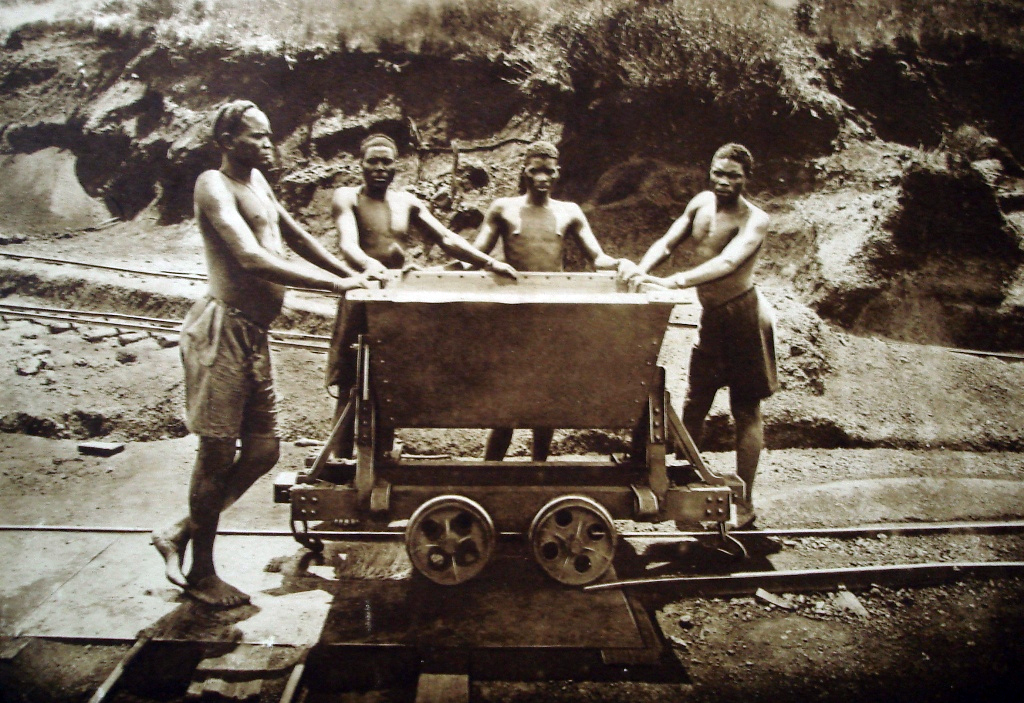
Ruandische Arbeiter in der Kisanga-Mine, Katanga, 1928

Verwaltungseinteilung von 1933 bis 1960

Anfang bis Mitte der 20er Jahre entstanden einige Kulte, die sich in den Folgejahren erfolgreich unter der Bevölkerung etablierten und wegen ihres Rückgriffs auf afrikanische Traditionen und der Etablierung nationalistischer Ideen von der Kolonialverwaltung wohl zu Recht als Gefahr erlebt wurden. Vor allem um 1921 entstand der prophetische Kimbanguismus, der die Situation im Kongo mit der des alttestamentlichen Israel gleichsetzte und eine Art „Königreich Gottes auf Erden“ zu etablieren suchte, mit einer eigenständig afrikanischen Verwaltung auf christlichem Fundament. Um 1925 entstand der Kitwala-Kult. Darin sah Belgien eine Bedrohung der Kolonialherrschaft, am 11. Februar 1926 wurde daher ein Verbot gegen alle afrikanischen, auch die religiösen Organisationen erlassen. Zugleich wechselte die Hauptstadt der Kolonie, die Verwaltung wurde von Boma nach Léopoldville, dem heutigen Kinshasa, verlegt.

### Aufschwung im Zweiten Weltkrieg
Am 28. Oktober 1906 war das Unternehmen Union Minière du Haut Katanga gegründet worden und entwickelte sich zu einer mächtigen Monopolfirma. Sie gehörte zum größten belgischen Handelsunternehmen Société générale de Belgique, einem Konzern, der in den kommenden Jahren erheblichen Einfluss auf die Geschicke des Kongos gewann. Die Bergbau- und Finanzfirma wuchs im Boom der 30er und 40er Jahre zu gewaltiger Größe heran und organisierte die Ausbeutung und Plünderung des Kongo. Nach der Niederschlagung der Sezessionsbestrebungen in der an Mineralstoffen reichsten Provinz der Kolonie Katanga 1931 und durch den Zweiten Weltkrieg expandierte die Industrie des Kongo; insbesondere die Uran-, Kupfer-, Palmöl- und Gummiindustrie erlebte einen großen Aufschwung.
Die kongolesische Armee nahm während des Zweiten Weltkriegs am Kampf gegen die Achsenmächte in Nord- und Ostafrika sowie in Südostasien teil. Als Rohstofflieferant für die alliierte Kriegswirtschaft – unter anderem mit Uran für das US-amerikanische Atombombenprogramm – blühte der Kongo im Zweiten Weltkrieg wirtschaftlich auf. Entsprechend wurde die Infrastruktur zügig ausgebaut, die ersten Ansätze der Industrialisierung verstärkten die Verstädterungstendenzen. Die afrikanische Bevölkerung erhielt zwar eine Basiserziehung und medizinische Versorgung, wurde aber nicht an der Verwaltung beteiligt. So existierten bis in die fünfziger Jahre keine afrikanischen Führungsfiguren. Die Unzufriedenheit der modernen Afrikaner wuchs. Zur Jahreswende 1941/1942 erschossen Soldaten der Force Publique auf einem Fußballplatz in Elisabethville mindestens sechzig streikende Kongolesen.
1944 wurde ein Vertrag über die Erschließung der Uranvorkommen mit den USA geschlossen, wobei Pierre Ryckmans, Generalgouverneur 1934–1946, eine entscheidende Rolle spielte.
Ruanda-Urundi wurde nach dem Ende des Kriegs am 13. Dezember 1946 als UN-Treuhandgebiet unter belgischer Verwaltung wieder administrativ vom Kongo getrennt und am 1. Juli 1962 in die Unabhängigkeit entlassen. Auf eine Rückführung der zahlreichen von den Belgiern als „Gastarbeiter“ in den Kongo geholten Ruander wurde dabei aber verzichtet. Jahrzehnte später, im Bürgerkrieg der 90er Jahre, wurden diese eine der Quellen ethnischer Unruhe im Osten des Landes.

### Nachkriegszeit
Auch in der Nachkriegszeit stieg die Produktivität der Kolonie anfangs weiter an, gleichzeitig aber ließ die autoritäre Kolonialpolitik Belgiens ab den 1950er Jahren den Widerstand der Kongolesen gegen die Fremdherrschaft erstarken. Dieser war allerdings weniger als nationalistische Unabhängigkeitsbestrebung des ethnisch heterogenen Kongo zu verstehen, sondern eher als eine gemeinsame antibelgische Bewegung.
Um dieser zu entgegnen, initiierten die Belgier eine Reihe von Reformen, um dem Widerstand die Spitze zu nehmen.
Die Demokratische Republik Kongo wurde ursprünglich als Belgisch Kongo von einer gesetzgebenden Versammlung und regionalen Versammlungen verwaltet, in denen nur von Kolonialbehörden ernannte Europäer saßen. Gegen Ende der 1950er Jahre gab es zwar eine größere Beteiligung von Afrikanern, aber bis zur Unabhängigkeit kein volles Wahlrecht. Am 8. Dezember 1957 nahmen so Kongolesen erstmals an den Kommunalwahlen teil und errangen 130 der 170 Sitze. Ab 1958 erlaubte Belgien die Gründung der ersten politischen Parteien, darunter die der beiden in der Zukunft wichtigsten Parteien, der bereits seit 1950 im Untergrund existierenden Abako (Association du Bas-Kongo) unter Joseph Kasavubu und am 10. Oktober 1958 des MNC (Mouvement National Congolais) unter Patrice Lumumba.
Ein Kongress dieser sowie verschiedener ethnisch-regionaler Parteien und nationaler Bewegungen forderte 1959 die sofortige volle Unabhängigkeit des Kongo. In der Folge kam es zu Unruhen, auf die die belgische Regierung hart reagierte. Im Oktober 1959 wurde auch Lumumba verhaftet und gefoltert. Am 1. Januar 1960 hatte die französische Regierung das Nachbarland Kamerun in die Unabhängigkeit entlassen; im Laufe des Jahres 1960 entließ sie weitere 13 französische Kolonien in die Unabhängigkeit. Nachdem der belgischen Regierung klar wurde, dass sie die Kontrolle über das riesige Land nicht aufrechterhalten könnte, ließ sie Lumumba am 25. Januar 1960 frei. Zwei Tage später, am 27. Januar 1960, kündigte Belgien Wahlen und Selbstverwaltung an und erklärte, dass es sich innerhalb von sechs Monaten aus dem Kongo zurückziehen werde. Das Versprechen wurde gehalten. Am 30. Juni 1960 erhielt der Kongo seine Unabhängigkeit, nachdem einen guten Monat zuvor am 25. Mai 1960 der MNC in den ersten freien Wahlen des Kongo die meisten Stimmen auf sich vereinigt hatte.

## Unabhängigkeit

### „Kongo-Wirren“

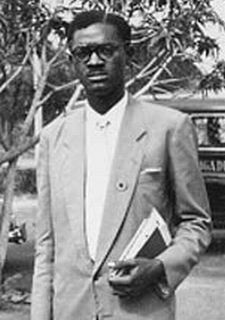
Patrice Lumumba

Der übereilte Rückzug Belgiens aus dem Kongo (nur die militärische Führung blieb in den Händen der Belgier) stellte die Unabhängigkeitsbewegung aber vor große Probleme, denn das Land war in einem äußerst instabilen Zustand. Regionale und ethnische Führer hatten teils mehr Macht als die Zentralregierung in Kinshasa. Dieser Zustand war durchaus von Belgien beabsichtigt: Der zuständige belgische Kolonialminister August De Schryver vertraute im Herbst 1959 einem Gesprächspartner an, dass er darauf warte, im „entstehenden Chaos um Hilfe gerufen zu werden“ (nach Van Bilsen, 1994).
Das Wahlergebnis hatte Lumumbas Mouvement National Congolais mit 33 von 137 Sitzen zur stärksten Fraktion des zersplitterten Parlaments gemacht. Dieses Ergebnis war von Belgien und den USA, die Lumumba als Kommunisten verdächtigten und eine Hinwendung des rohstoffreichen und größten subsaharischen Landes zum Lager anderer sozialistischer Staaten unter allen Umständen verhindern wollten, nicht erwünscht. Ihr Favorit war der eher gemäßigte Kasavubu. Zugleich zerbrach die bisher nur durch die Unabhängigkeitsbewegung zusammengehaltene Allianz, und interne Konflikte brachen auf.
Patrice Lumumba wurde erster Ministerpräsident und Joseph Kasavubu erster Staatspräsident des Kongo. Sie repräsentierten völlig gegensätzliche politische Vorstellungen. Kasavubu, dessen Partei besonders in Congo Central stark war, verfocht eher föderalistische Bestrebungen, im Gegensatz zu Lumumba, der Zentralist war. Trotzdem bemühten sich beide, das Land trotz Meutereien, Aufständen und Gewalttätigkeiten zu regieren, obwohl es mit dem überstürzten Rückzug Belgiens und seiner Verwaltung fast unregierbar geworden war. Kaum ein Kongolese war übergangslos in der Lage, die ausgebildeten belgischen Beamten zu ersetzen. Lediglich 16 Kongolesen besaßen im Juni 1960 einen Universitätsabschluss. Unter den 4500 höchsten Beamten des Staates waren nur drei Afrikaner. Auch waren Afrikaner kaum im Besitz von Kapital. Ende der 1950er Jahre verfügten sie, die gut 99 % der Bevölkerung stellten, nur über 55 % der Löhne. Diese Entwicklung war von Belgien durchaus vorhergesehen worden, und man hoffte und erwartete in Brüssel, zu „Hilfe gerufen“ zu werden und sich den Kongo so wieder aneignen zu können. Bei diesem Unterfangen sollten die noch immer im Kongo stationierten belgischen Truppen helfen.
Am 5. Juli 1960 (?) erklärte der belgische General der Force Publique, Émile Janssens, den kongolesischen Soldaten in Kinshasa, dass „Nach der Unabhängigkeit = Vor der Unabhängigkeit“ sei. Dies wurde dahingehend verstanden, dass sich ihr Status und ihre Rolle nicht verbessern würden, sollte aber möglicherweise nur die Notwendigkeit der Aufrechterhaltung von Disziplin und Ordnung betonen. Daraufhin kam es zu einer Meuterei, die sich innerhalb der nächsten Tage über das ganze Land ausbreitete und auch unter Zivilisten zu Aufständen führte. Als Ergebnis von Verhandlungen mit den Meuterern entschieden Lumumba und Kasavubu, den belgischen Oberbefehlshaber und seinen Stab zu entlassen. Als neuen Oberbefehlshaber ernannten sie Victor Lundula und als Stabschef Joseph Mobutu, was den bereits mit dem belgischen und dem US-Geheimdienst in Verbindung stehenden Mobutu neben dem schwachen Lundula in eine äußerst mächtige Position beförderte. Die Unruhen, die Afrikanisierung des Offizierskorps sowie das Angebot einer Arbeitsstelle in Belgien durch die belgische Regierung führten zu einer Massenflucht der Belgier, was den vollständigen Zusammenbruch der Zivilverwaltung bewirkte.

### Sezessionskrieg 1960
Moïse Tschombé proklamierte bereits einen Tag vor der Unabhängigkeit des Kongo, am 29. Juni 1960, die Unabhängigkeit der Provinz Katanga, und widerrief diese Erklärung erst unter Androhung seiner Verhaftung. Zwar hatte Tschombé die Erklärung der Unabhängigkeit widerrufen, keinesfalls aber von seinem Ziel, der Unabhängigkeit Katangas, Abstand genommen. Nur wenige Tage später, am 10. Juli, intervenierten belgische Truppen auf sein Ersuchen in Elisabethville, dem heutigen Lubumbashi, der Hauptstadt von Katanga. Am nächsten Tag erklärte sich Katanga für unabhängig, dabei wurde es von Belgien unterstützt, das in einem unabhängigen, gemäßigten Katanga die beste Möglichkeit für die Kontrolle über die rohstoffreichste Region des Kongo sah.
Kasavubu und Lumumba ersuchten die UNO um Hilfe im „Krieg mit Belgien“. Zwar lehnte die UNO unter ihrem Generalsekretär Dag Hammarskjöld nicht ab und entsandte in ihrer ersten afrikanischen Mission ONUC auch Blauhelmsoldaten, die die belgischen Truppen im Kongo ablösten. Gleichzeitig arbeiteten sie aber den USA zu, die eine direkte Verwicklung in den Konflikt aus Sorge um eine Eskalation mit der UdSSR mieden, einen Kongo unter Lumumba aber nicht zu tolerieren bereit waren. So behinderte die UNO Kinshasa beim Versuch der Aufrüstung gegen Katanga, leitete vertrauliche Informationen an die USA weiter und erklärte sich im kritischen Sezessionskrieg zwischen Kongo und Katanga für neutral.
Belgien wiederum stationierte die „freigewordenen“ Truppen aus dem Kongo in Katanga. Am 8. August erklärte sich mit Hilfe des belgischen Bergbaukonzerns Forminière auch die Bergbauprovinz Süd-Kasai unter Albert Kalonji für selbstständig. Am 25. und 26. August nahm die kongolesische Armee Süd-Kasai kurzzeitig ein und eroberte die Hauptstadt Bakwanga, Kalonji flüchtete nach Katanga und kehrte mit belgischen Verbänden nach Süd-Kasai zurück. Verteidigung und ein weiterer Angriff der Kongo-Armee missglückten. Bei den Militäroperationen der schlecht ausgerüsteten und undisziplinierten Armee kam es zu schweren Massakern an der Zivilbevölkerung, die ihre Ursache auch in den Methoden der „französischen Doktrin“ haben dürften, die vom kurzzeitig in Katanga dienenden französischen Oberst Roger Trinquier gelehrt wurden.

### Lumumbas Ende
In dieser Situation bat Lumumba – wie zu erwarten war, vergebens – die USA um Hilfe und wandte sich dann mit seinem Hilfeersuchen an die UdSSR. Damit war er aus Sicht der USA endgültig als Kommunist diskreditiert. Präsident Eisenhower wies am 18. August 1960 die CIA an, Lumumba zu töten, in einem entsprechenden Telegramm vom 28. August an einen Agenten vor Ort schrieb Allen Dulles: „Wir haben beschlossen, dass die Beseitigung Lumumbas unser wichtigstes Ziel ist und dass dieses Ziel unter den gegebenen Umständen innerhalb unserer geheimen Aktion Priorität genießt.“. Ein entsprechender Versuch, Lumumba zu vergiften, scheiterte jedoch, und die Anweisung wurde von den kommenden Ereignissen überholt.
Kasavubu, bedrängt von der UNO, den USA, Belgien und den sezessionistischen Provinzen, entließ am 5. September Lumumba als Premierminister. Das Parlament jedoch wies Kasavubus Antrag zurück, im Gegenzug entließ wiederum Lumumba Kasavubu, aber auch dieser Antrag scheiterte im Parlament. Am 13. September sprach das Parlament Lumumba erneut das Vertrauen aus, kurz darauf wurde er von seinem bisherigen Vertrauten, Armeestabschef Joseph-Désiré Mobutu, mit Unterstützung der CIA und der UN gestürzt. Kasavubu verblieb in seinem Amt als Staatschef, Lumumba jedoch wurde unter Hausarrest gestellt. Sein Stellvertreter, der Vize-Premierminister Antoine Gizenga, wich am 14. Oktober gemeinsam mit Teilen der legalen Regierung nach Stanleyville (heute: Kisangani) aus, proklamierte am 13. Dezember eine lumumbistische Gegenregierung und besetzte mit Unterstützung des von Mobutu entlassenen Generals Victor Lundula und Teilen der Armee die Ostprovinzen Kivu und Orientale. Diese Regierung konnte ihren Einflussbereich zeitweise bis ins nördliche Katanga ausdehnen. Am 24. November jedoch erkannte die UNO-Vollversammlung auf massiven Druck der USA die Regierung unter Kasavubu als legitime Regierung des Kongo an, womit Lumumbas Absetzung auch international anerkannt worden war. Drei Tage später, am 27. November, gelang Lumumba die Flucht aus dem Hausarrest in Kinshasa, er wollte nach Kisangani, um dort zu Gizenga zu stoßen. Obgleich die Bevölkerung ihn auf der Flucht unterstützte, wurde er nach vier Tagen Suche von CIA, belgischem Geheimdienst und Mobutus Truppen bei Mweka wieder festgenommen und nahe Kinshasa nach Thysville in ein Militärlager gebracht, aus dem er nicht mehr fliehen konnte.
Die Jahreswende jedoch brachte die Allianz aus Belgiern, Amerikanern, UNO und Mobutu in Schwierigkeiten: Die Lumumbisten unter Gizenga in Kisangani errangen Erfolg auf Erfolg und kontrollierten fast das halbe Land, am 9. Januar besetzten sie sogar das nördliche Katanga. Zusätzlich gelang es Lumumba im Militärlager Thysville einen Teil der Soldaten auf seine Seite zu bringen. Nachdem diese eine Meuterei begannen, befürchtete Belgien eine erneute Flucht Lumumbas, und der belgische Afrika-Minister Harold d'Aspremont Lynden beschloss seine Ermordung in Gang zu setzen. Dafür flog man Lumumba am 17. Januar 1961 in einer DC4 der Sabena nach Katanga aus, formal als „Auslieferung“ an Tschombé bezeichnet. Unterwegs bereits wurden Lumumba und seine beiden Begleiter schwer gefoltert und in der folgenden Nacht in Katanga von einem belgisch-kongolesischen Kommando erschossen. Fünf Tage später fuhr ein rein belgisches Kommando erneut in die Savanne zum Hinrichtungsplatz, exhumierte die Leichen, hackte sie in Stücke und löste sie in Schwefelsäure auf.

### Bürgerkrieg 1961–1963 und Zeit bis 1965
Im Februar 1961 entließ Präsident Kasavubu das von Mobutu während des Putsches eingesetzte Kommissarskollegium und installierte eine neue Regierung unter Premierminister Joseph Iléo, Mobutu zog sich auf seine militärische Funktion zurück. Nachdem im Dezember die Sezession Kasais endete und am 16. Januar 1962 Kongo- und UN-Truppen Kisangani, die Hauptstadt der lumumbistischen Regierung, eingenommen hatten und Antoine Gizenga verhafteten, beherrschte Kasavubu fast den ganzen Kongo, bis auf das weiterhin sezessionistische Katanga. Neuer Premierminister war jetzt Cyrille Adoula. Allerdings hatten weder Belgien noch die USA ein weiteres Interesse an unabhängigen Provinzen und entzogen Katanga ihre Unterstützung, mit Hilfe der UNO-Blauhelme endete auch die staatliche Eigenständigkeit Katangas im Januar 1963 und Tschombé ging nach Spanien ins Exil.
1964 endete die UNO-Mission im Kongo und die Blauhelme zogen ab, auf Druck europäischer Länder und der USA beauftragte Präsident Kasavubu Tschombé mit der Regierungsbildung. Unmittelbar darauf begannen Aufstände verbliebener lumumbistischer Verbände mit dem Ziel, Belgier und Amerikaner aus dem Kongo zu vertreiben. Insbesondere die Simba-Rebellion 1964 unter maßgeblicher Beteiligung Laurent Kabilas konnte zwar gemeinschaftlich von Belgiern, Amerikanern und der kongolesischen Armee unter Tschombé mit den Operationen Dragon Rouge und Dragon Noir niedergeschlagen werden, der Bürgerkrieg währte jedoch weiter. 1964 wurde für wenige Monate die
Volksrepublik Kongo ausgerufen.
Die zweiten Parlamentswahlen im Mai 1965 fanden in einem vom Krieg traumatisierten und zerrissenen Land statt. Tschombé gelang es, ein Parteienbündnis zu schmieden, das ihm tatsächlich an die Macht half, aber Kasavubu weigerte sich, den Sieger Tschombé mit der Regierungsbildung zu beauftragen und berief am 13. Oktober stattdessen Évariste Kimba (1926–1966). Dessen „Wahl“ jedoch wird am 14. November vom Parlament abgelehnt, der Staat war wie 1961 blockiert, eine Situation, die Mobutu zum Anlass nahm, sich am 24. November zum zweiten Mal und diesmal endgültig an die Macht zu putschen.

## Diktatur Mobutus

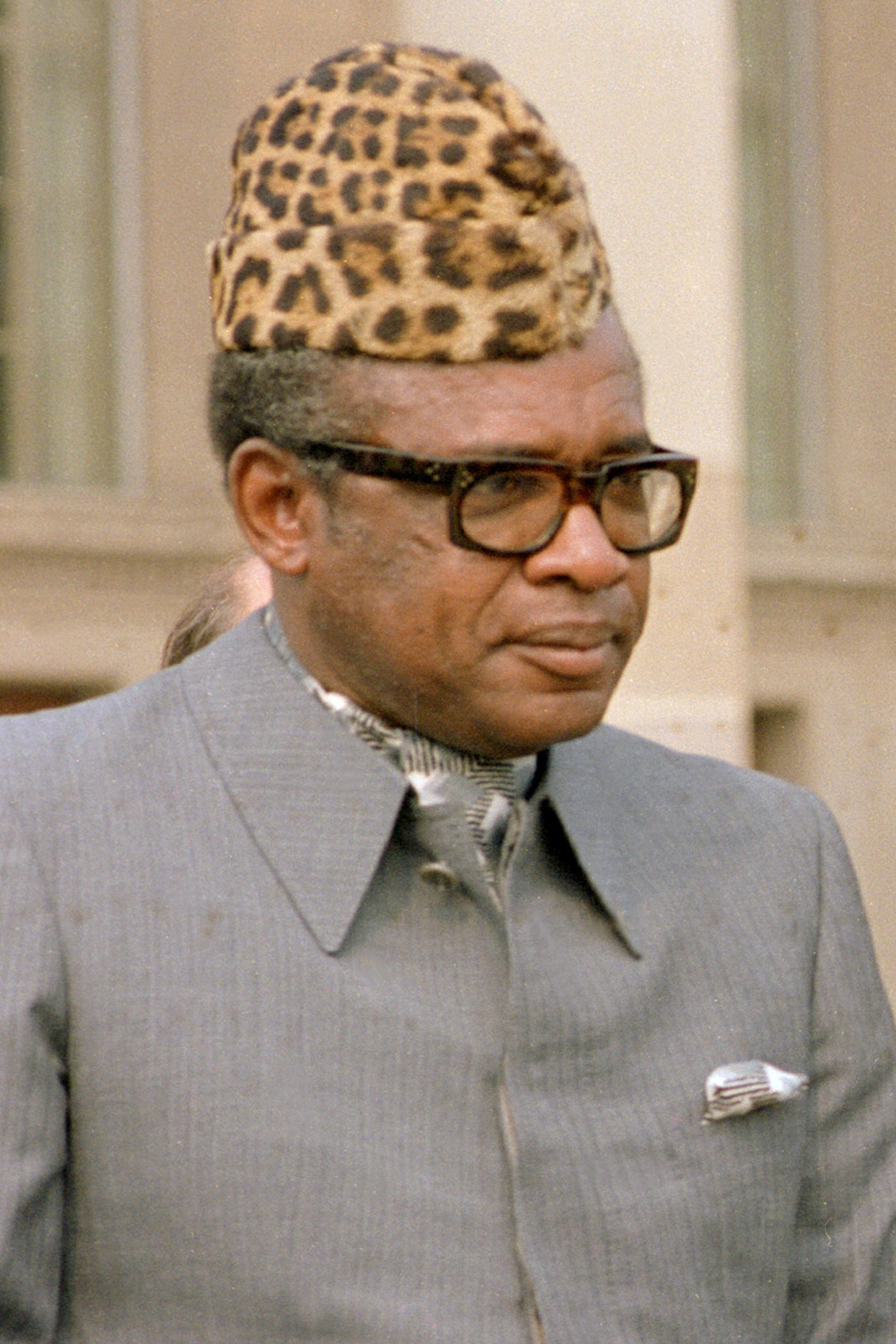
Mobutu Sese Seko

Mobutus Putsch bedeutete das Ende der Demokratie und den Beginn seiner mehr als drei Jahrzehnte währenden Diktatur, die sich als eines der brutalsten und korruptesten Regimes des nachkolonialen Afrika erweisen sollte. Zur Festigung seiner noch jungen Herrschaft benutzte er eine Kombination aus Gewalt, Korruption und der frühzeitigen Ausschaltung möglicher alternativer Machtzentren, eine Kombination, die für seine ganze weitere Herrschaft prägend blieb. Anders als die bisherigen Politiker des jungen Landes fand er seine Machtbasis nicht in einer Partei oder einer Ethnie (also in irgendeiner Weise dem „Volk“), sondern im von ihm kontrollierten Militär und in seinem Verbündeten, den USA. Zugleich hatte er in den Jahren seit der Unabhängigkeit ein weit reichendes Netz aus Kontakten, Allianzen, Verbindungen und Verpflichtungen im Apparat des Staates und darüber hinaus aufgebaut, die ihn fast unangreifbar für seine Gegner machten und ihm ermöglichten, in den kommenden Jahren seine Gegner nach und nach auszuschalten. Es war gerade diese Unangreifbarkeit, die ihn anfangs im Volk beliebt machte, denn nach der Kolonialzeit, den enttäuschten Hoffnungen der Unabhängigkeit und den Jahren des Bürgerkriegs wollten die Menschen nur noch Frieden und begrüßten daher anfangs Mobutus „Säuberungen“.

### Konsolidierung und „Authenticité“
Nachdem er das Land „befriedet“ hatte, begann Mobutu mit der Festigung seiner Herrschaft. Er löste die Regionalparlamente auf, verbot alle ethnischen Organisationen und für die Dauer von fünf Jahren jedwede politische Betätigung. Am 22. März 1966 machte er den Militär Léonard Mulamba zum Premier, erhob sich selbst zum Präsidenten und übernahm alle gesetzgeberische Macht. Er ließ Evariste Kimba und mehrere Minister der legalen Regierung als „spektakuläres Exempel“ (Mobutu) hinrichten. Tschombé und Kasavubu stellte er vorläufig still, um so eine mögliche zukünftige Opposition zu „enthaupten“. Tschombé war wieder in Spanien im Exil und wurde in Abwesenheit als Hochverräter verurteilt. Kasavubu wurde abgesetzt, er zog sich in sein Heimatdorf zurück. Sein Amt nahm Léonard Mulamba ein. Tschombé und Kasavubu starben beide 1969, ob Mobutu in ihren Tod verwickelt war, ist bis heute unklar. Mobutu konnte 1967 auch eine Revolte von Tschombés Söldnerarmee besiegen, die von August bis November 1967 Bukavu erobert hatten.

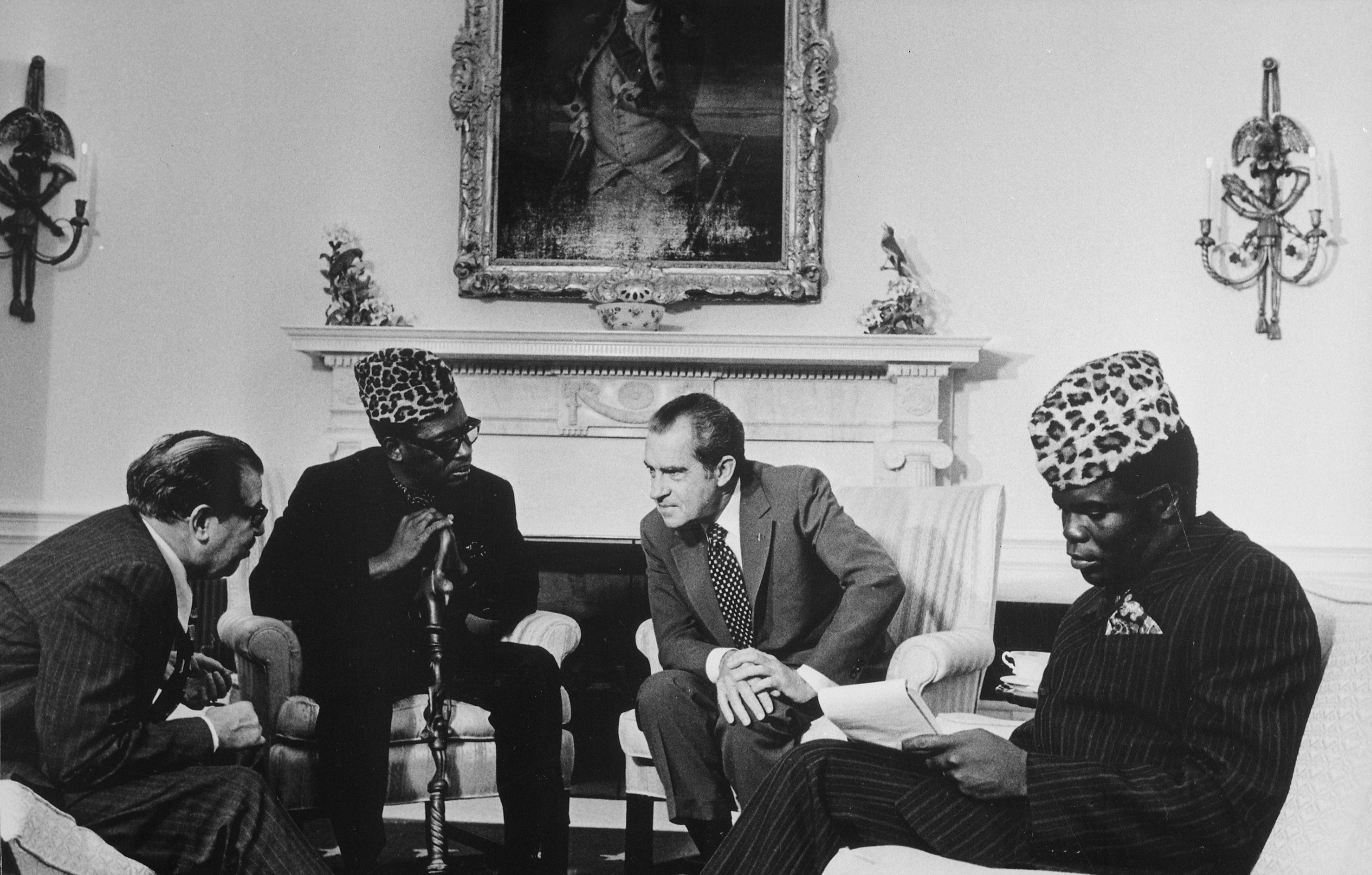
Mobutu in Washington bei US-Präsident Richard Nixon, 10. Oktober 1973

Zugleich begann er mit der ideologischen Unterfütterung seiner Herrschaft. 1967 hatte er bereits eine eigene Partei gegründet, die Mouvement Populaire de la Révolution.
Das Erlassgesetz zum Referendum Act N°67-223 vom 3. Mai 1967 erkannte das Recht aller Kongolesen unabhängig vom Geschlecht, sich am Verfassungsreferendum zu beteiligen, an. Damit war das Frauenwahlrecht eingeführt. Das Gesetz über die Wahlen zur gesetzgebenden Versammlung und den Präsidentenwahlen vom 17. April 1970 gab Männern und Frauen explizit das passive Wahlrecht, wie dies schon in der Verfassung von 1967 vorgesehen gewesen war.
Die Mouvement Populaire de la Révolution erklärte im November 1970 den Einparteienstaat und alle Bürger zu Mitgliedern und erhob sich selbst zum obersten Staatsorgan. Bereits im Gründungsmanifest propagierte die MPR dabei die Authenticité, eine kongolesische Spielart der Négritude. Sie verwies auf die „Werte der Vorfahren“ und die irrige Vorstellung vom Kongo als einer kulturellen Einheit, als Resultat davon wurde das Land unter anderem „afrikanisiert“. So firmierte die Demokratische Republik Kongo ab dem 27. Oktober 1971 als Zaire – ein ursprünglich durch Missverständnisse entstandener Name: Als die Portugiesen landeten und nach dem Namen des Kongoflusses fragten, dachten die Einheimischen, sie wollen wissen, wie man „Fluss“ in der Landessprache sagt. Die Antwort war daher „N’Zadi“ = der Fluss auf Lingala, einer der heutigen vier Nationalsprachen. Die Portugiesen verstanden „N'zaire“. Im Februar 1972 wurden alle christlichen Vornamen afrikanisiert und der Abacost, ein spezieller Anzug, war als Kleidungsstück für Männer vorgeschrieben. Dieser der Zeit entsprechende ideologische Unterbau war allerdings eine reine Fassade. Die letzte große Maßnahme unter ihrem Mantel war 1973 die Zairisierung der Wirtschaft, sprich die Verstaatlichung der großen Konzerne, die bis dahin noch in zumeist belgischer Hand waren, danach erlahmte die Authenticité. Vorübergehend versuchte man, an seiner Stelle den „Mobutismus“ einzuführen, eine religiöse Verklärung Mobutus als göttliche Gestalt, die im Volk aber grandios scheiterte; danach beendete die Führung den Versuch ideologischer Rechtfertigung.

### Plünderung Zaires
Politisch durch die USA sowie seit der Zairisierung wirtschaftlich durch Mobutu verdrängt, waren die Belgier, die den Kongo so lang beherrscht hatten, von nun an bedeutungslos geworden. Unter der Maßgabe der USA, die Bodenschätze Zaires dem Westen vorzubehalten, war Mobutu nunmehr der unumschränkte Herrscher über Zaire. Zwar kam es immer wieder zu kleineren Aufständen oder Umsturzversuchen, aber Mobutu konnte sie meist schnell durch militärische Intervention niederschlagen, teils bediente er sich dazu auch fremder Söldnertruppen. Die vollständige Kontrolle über die extremen Rohstoffreichtümer des Landes bot ihm die Möglichkeit, sich unbegrenzt zu bereichern, 1984 verfügte er über ein Vermögen von geschätzten 4 Milliarden Dollar.
Aber nicht nur Mobutu „bediente“ sich, Korruption, Diebstahl und Unterschlagung wurden für jene, die in entsprechenden Ämtern saßen, bald zur obersten Priorität. Diese Haltung führte so weit, dass beispielsweise 1994 mehrere Generäle der Armee die Mirage-Flugzeuge der zairischen Luftwaffe heimlich verkauften. Der Staat und seine Verwaltung wurden so innerhalb kürzester Zeit funktionsunfähig und dienten allein der Bereicherung der Führungsschicht. Da auch Investitionen ausblieben und Entwicklungshilfegelder in aller Regel direkt auf den Konten Mobutus verschwanden, sank die Produktivität der zairischen Wirtschaft immer weiter. So betrug die Kupferproduktion des Landes 1995 nur noch acht Prozent der Fördermenge des Jahres 1984. Ende der 80er Jahre war der Staat wirtschaftlich vollständig heruntergekommen.

### Sturz Mobutus
Mit dem Zusammenbruch der sozialistischen Staaten ab 1989 und dem Ende des Kalten Krieges kühlte sich zusätzlich das Verhältnis zwischen Mobutus Herrschaft und den bisherigen Schutzmächten USA und Frankreich drastisch ab. Mobutu initiierte nach inneren Unruhen und auf Druck von außen zu Beginn der 1990er einen Reformprozess und begann in diesem um die Macht zu taktieren. 1990 verkündete er als erstes das Ende des Einparteiensystems. Über 200 Parteien entstanden in kürzester Zeit, und im Folgejahr installierte Mobutu eine „Souveräne Nationalkonferenz“, zu der sich alle Parteien geladen fanden. Diese Nationalkonferenz zerschlug er jedoch unter dem Vorwand „ethnischer Einseitigkeit“ in ihrer Zusammensetzung und trieb parallel durch Förderung ethnischer Konflikte Keile zwischen die einzelnen Gruppen. Die eigene Macht allerdings vermochte er nicht mehr wieder zu installieren, sein Vorgehen mit teils militärischer Gewalt verhinderte zwar die von den neuen politischen Parteien betriebene Demokratisierung Zaires, nicht aber die Erosion seiner Diktatur. In das Machtvakuum insbesondere in den weit von der Hauptstadt entfernten Teilen des Landes drängten sich Rebellengruppen, ab Juli 1994 wurde dies insbesondere noch angeheizt durch flüchtige Soldaten und Milizionäre des dortigen Regimes, die zusammen mit Hunderttausenden von Hutu nach dem Völkermord in Ruanda nach Zaire flohen.

## „Dynastie“ Kabila und der Kongokrieg

### Laurent-Désiré Kabila
Im September 1996 begann, angeheizt unter anderem durch Flüchtlingsströme aus Ruanda und Burundi, im Osten Zaires eine Rebellion unter Führung von Laurent-Désiré Kabila, die militärisch von Ruanda und Uganda unterstützt wurde. Obwohl er lange nicht ernst genommen wurde, gelang Kabila am 16. Mai 1997 der Sturz des alten, schwer kranken und international mittlerweile isolierten Mobutu; er zog in Kinshasa ein und erklärte sich am 29. Mai zum neuen Präsidenten. Mobutu ging nach Marokko ins Exil, wo er schon am 7. September starb, und Zaire wurde wieder in Kongo umbenannt.

Machtbereiche in der DR Kongo

Aber dieser Machtwechsel sollte den Kongo nicht stabilisieren. Ruanda und Uganda waren nicht an einer stabilen Regierung interessiert, versuchten durch die Unterstützung verschiedener Rebellionen auch Kabilas Herrschaft zu beschädigen und setzten so den Kongokrieg in Gang. Im August 1998 führte dies zum Bruch Kabilas mit seinen Nachbarn und ehemaligen Unterstützern, dabei erhielt er Unterstützung von Simbabwe, Angola, Namibia, Tschad und Sudan, deren Regierungen er Zugang zu den Rohstoffvorkommen des Landes zusicherte. Simbabwe erhielt zum Beispiel im Austausch für die Militärhilfe Anteile an der Produktion der kongolesischen Diamantenminen. Ein Putschversuch gegen Kabila in Kinshasa scheiterte, weil Angola, Simbabwe und Namibia auf Seiten Kabilas militärisch intervenierten. Am 10. Juli 1999 unterzeichneten die Regierung Kabila und die Rebellen ein Waffenstillstandsabkommen in Lusaka, das aber immer wieder durch Kämpfe gebrochen wurde. In der Folge zerfiel das Land in mehrere Herrschaftsgebiete. Die Kämpfe dauerten bis in den Juni des Jahres 2000 an.
Am 24. Februar 2000 wurde durch die Resolution 1291 des Sicherheitsrates die MONUC (Mission der Vereinten Nationen in der Demokratischen Republik Kongo) geschaffen; ihr Hauptquartier wurde in Kinshasa eingerichtet. Die Demokratische Republik Kongo wurde in sechs Sektoren eingeteilt, jeweils mit einem Stabsquartier der MONUC. Kabila stimmte der Stationierung von Blauhelm-Soldaten allerdings erst auf der von der UN neu einberufenen Konferenz von Lusaka im August 2000 zu. Auch willigten alle Kriegsparteien mit Ausnahme von Uganda darin ein, ihre Truppen aus dem Staatsgebiet der Demokratischen Republik Kongo zurückzuziehen. Am 16. Januar 2001 fiel Kabila dann einem Attentat zum Opfer, angeblich durch seinen Leibwächter.

### Joseph Kabila und der Neuaufbau

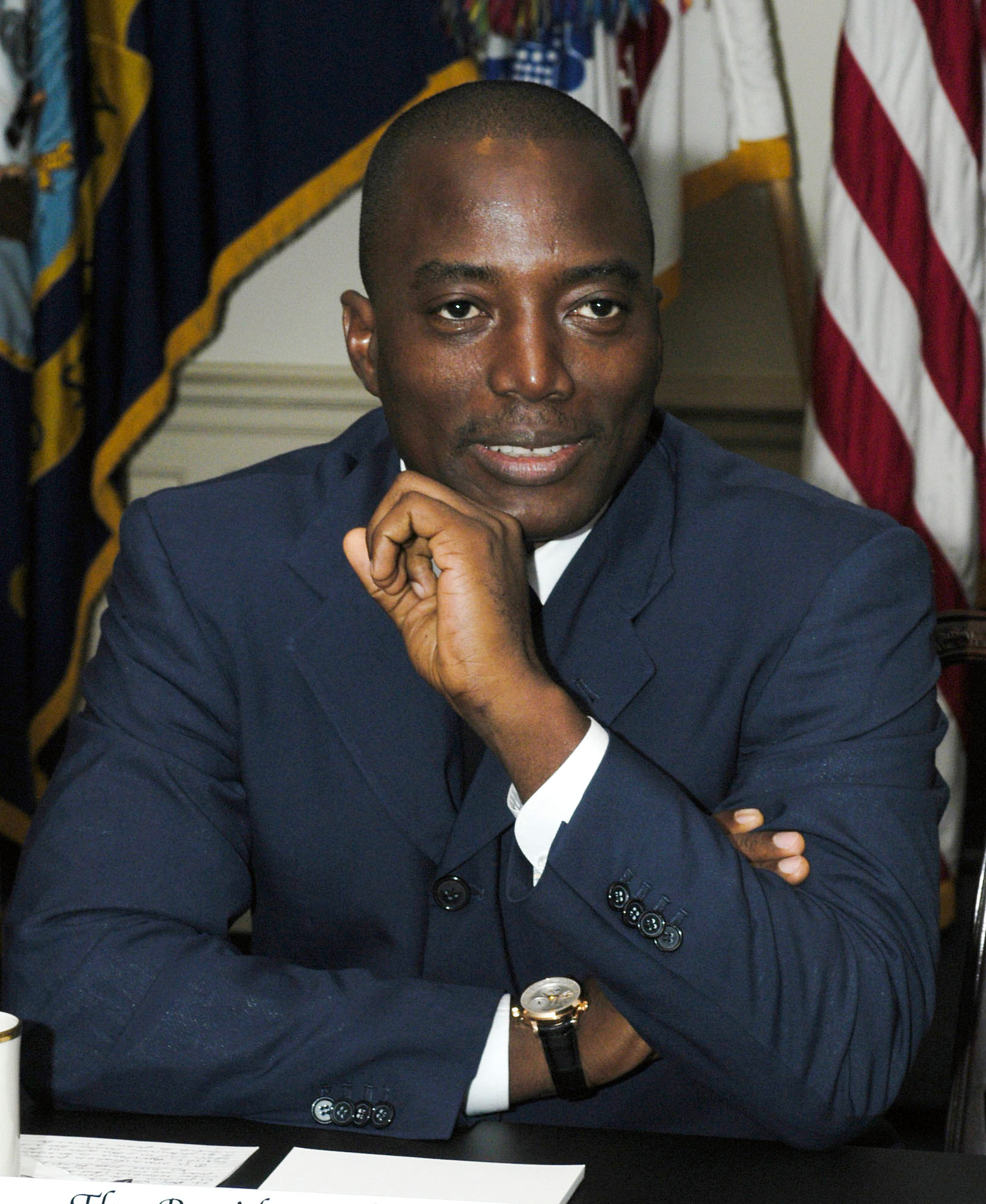
Joseph Kabila

Kabilas Sohn Joseph übernahm sofort nach der Ermordung seines Vaters zunächst vorübergehend dessen Amtsgeschäfte. Am 26. Januar 2001 „erbte“ er offiziell seine Stellung als Staatspräsident der DR Kongo. Als eine seiner Amtshandlungen forcierte er den Friedensprozess und erlaubte den UN-Blauhelmen Stationierungen entlang der Frontlinie zu den Rebellen. Im Dezember 2002 schlossen Regierung und Rebellen ein Friedensabkommen in Pretoria und bildeten im Juli 2003 eine gemeinsame Regierung. Für das Jahr 2005 wurden die ersten demokratischen Wahlen in der Geschichte des Landes avisiert, jedoch erst ein Jahr später, 2006, durchgeführt. 2002 kam es zu einer humanitären Katastrophe, als im bereits durch den Krieg verwüsteten Osten des Landes einer der Virunga-Vulkane ausbrach, 147 Menschenleben forderte und Hunderttausende obdachlos machte.
Im Mai 2003 verschärfte sich im Distrikt Ituri im Nordosten der DR Kongo ein seit 1999 schwelender Konflikt zwischen Milizen der Hema- und Lendu-Völker, und es kam zu blutigen Massakern in der Distrikthauptstadt Bunia. Daraufhin wurde, im Rahmen der EU-Mission Artemis, für drei Monate eine französische Eingreiftruppe mit logistischer Hilfe Deutschlands in die Region geschickt, ein Einsatz, der im September 2003 jedoch wieder zu Ende ging. Am 10. Juni 2004 kam es zu einem Putschversuch gegen Joseph Kabila. Der Aufstand eines Majors der Präsidentengarde wurde aber schnell niedergeschlagen, nachdem dieser das Wasserkraftwerk und die Rundfunkstation Kinshasas besetzt hatte.
Den Wiederaufbau erschwerten der fast vollständige Zerfall der Infrastruktur, Verwaltung und Wirtschaft des Landes und insbesondere die Ausplünderung der äußerst rohstoffreichen Ostprovinzen des Kongo, in denen die Zentralregierung fast völlig machtlos ist, vor allem durch ugandische, ruandische und burundische Kräfte. Mehrere Erhebungen, Aufstände und Revolten konnte Kabila in dieser Zeit abwehren.
In den Bürgerkriegen 1997 und 2002 kamen gemäß Angaben des International Rescue Committee 5,4 Millionen Menschen im Kongo ums Leben, die Mehrzahl allerdings aufgrund von Krankheit und mangelnder Versorgung mit Lebensmitteln.  Alleine in der Provinz Süd-Kivu wurden 2005 14.200 Fälle von Vergewaltigung gemeldet worden.

### Wahlen 2006

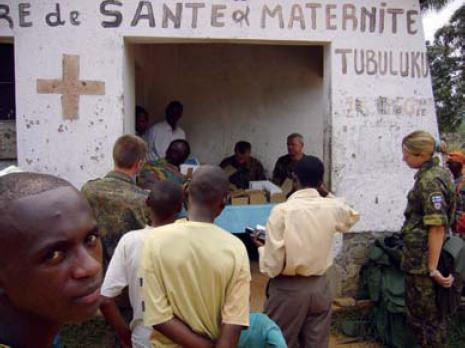
Wahllokal unter Bewachung finnischer Blauhelme

Als das zentrale Ereignis der Konsolidierung des Landes waren die ursprünglich für das Jahr 2005 geplanten Wahlen anzusehen, Mitte Juni sollte mit der Registrierung der Wähler begonnen und im Laufe des Jahres die Wahl durchgeführt werden. Am 17. Mai 2005 wurde die dafür erforderliche neue Verfassung vom Parlament verabschiedet, die die zwei Jahre alte Übergangsverfassung ablöste. Zum Inkrafttreten musste diese allerdings noch in einer Volksabstimmung bestätigt werden, wodurch sich die Wahlen bis ins Jahr 2006 verschoben; geplant waren nun zwei Wahlgänge für Parlaments- und Präsidentschaftswahlen am 29. April und am 2. Juni 2006.
Es stand jedoch zu befürchten, dass die Wahlen den Keim für neue militärische Konflikte legen und den Krieg erneut befeuern könnten. Drei Kandidaten galten als aussichtsreiche Rivalen um das Amt des Staatspräsidenten, nämlich neben Kabila der Mobutu politisch nahestehende Vizepräsident Jean-Pierre Bemba sowie der ehemalige Chef der Zentralbank Pierre Pay-Pay. Der Oppositionsführer und ehemalige Premierminister Etienne Tshisekedi trat nicht an. Alle Kandidaten hatten eine starke militärische Basis, so kontrollierte Kabila die Provinz Katanga, Tshisekedi die Provinz Kasai und Pay-Pay ein Bündnis aus Politikern in Kinshasa und einigen Milizenführern. Geschützt werden sollten die Wahlen und der Demokratisierungsprozess daher durch eine UN-Mission. Anfang 2006 waren rund 17.000 Militärbeobachter und Soldaten an der Mission de l’Organisation des Nations Unies en République Démocratique du Congo (MONUC) beteiligt.
Joseph Kabila gelang es, nach einer Stichwahl gegen Bemba die Wahlen für sich zu entscheiden; trotz vereinzelter Unruhen blieben schwerere militärische Auseinandersetzungen aus.
Für Aufsehen sorgte Bemba im Juni 2007 mit der Entscheidung, nach einem Auslandsaufenthalt aus Sicherheitsgründen nicht mehr in die Demokratische Republik Kongo zurückzukehren. Während der Auslandsaufenthalt zunächst als Maßnahme der Entspannung angesehen wurde, gibt es Befürchtungen, dass durch das Fehlen Bembas im Land eine Schwächung der Opposition und damit ein Ungleichgewicht auftreten könnte.

### Wahlen 2018 und Präsidentschaft Tshisekedis
Die 2016 fälligen Präsidentschafts- und Parlamentswahlen ließ Kabila mehrfach verschieben – er durfte laut Verfassung nicht mehr antreten. Schließlich fanden die Wahlen am 30. Dezember 2018 statt. In einer umstrittenen Abstimmung gewann Félix Tshisekedi, dem ein Geheimabkommen mit Kabila nachgesagt wurde. Bei der gleichzeitigen Parlamentswahl gewann Kabilas PPRD die absolute Mehrheit der Parlamentssitze.

## Nachweise
- Bernd Ludermann (Hrsg.): Kongo – Geschichte eines geschundenen Landes. Weltmission Heute. Länderheft, 55. Hamburg 2004, ISSN 1430-6530 (Sehr gute Gesamtübersicht zu Geschichte, Kultur und Gesellschaft des Kongo.)

### Präkoloniale Geschichte
- Roland Oliver, Brian M. Fagan: Africa in the Iron Age, C. 500 B.C. to A.D. 1400. Cambridge 1975, ISBN 0-521-09900-5 (Über die Eisenzeit in Afrika).
- Graham Connah: African Civilizations – An Archaeological Perspective. Cambridge 2001, ISBN 0-521-59690-4 (Archäologische Erkenntnisse über präkoloniale Kulturen in Afrika, u. a. Upemba-Kulturen).
- Peter N. Stearns (Hrsg.): The Encyclopedia of World History. Ancient, Medieval, and Modern. Boston 2001, dar: Bantuaexpansion und Upembakulturen
- Jan Vansina: The Children of Woot: A History of the Kuba Peoples. Wisconsin 1978, ISBN 0-299-07490-0 (Geschichte der Kuba).

### Koloniale und postkoloniale Geschichte
- Adam Hochschild: Schatten über dem Kongo – Die Geschichte eines fast vergessenen Menschheitsverbrechens. Stuttgart 2000, ISBN 3-608-91973-2 (Zur Gewaltherrschaft Leopolds und ihrem Ende).
- Michela Wrong: Auf den Spuren von Mr. Kurtz. Mobutus Aufstieg und Kongos Fall. Berlin 2002, ISBN 3-89320-058-4 (Journalistische Arbeit über die Strukturen der Mobutudiktatur).

### Gegenwart
- Dominic Johnson: Kongo? Nein Danke! und Worum es bei einem Einsatz im Kongo geht. in: die tageszeitung. Berlin 28. Januar 2006, S. 2 ISSN 0931-9085

## Weiterführende Literatur
- Übereinkunft zwischen dem Deutschen Reich und der Internationalen Gesellschaft des Kongo. In: Deutsches Reichsgesetzblatt. Jahrgang 1885, Nr. 23, Fassung vom 8. November 1884, S. 211–214 (Volltext [Wikisource]).

### Gesamtüberblick
- David Van Reybrouck: Kongo: Eine Geschichte Suhrkamp Verlag, Berlin 2012, ISBN 978-3-518-42307-3.

### Präkoloniale Geschichte
- Pierre de Maret: The power of symbols and the symbols of power through time: probing the Luba past. In: Susan Keech McIntosh (Hrsg.): Beyond Chiefdoms – Pathway to complexity in Africa. Cambridge University Press, Cambridge u. a. 1999, ISBN 0-521-63074-6, (Zur Geschichte der Luba).
- William Sheppard: Presbyterian Pioneers in Congo. Presbyterian Committee of Publication, Richmond VA 1916, (Recht objektiver Bericht über Sh.'s Zeit im Kongo und seinen Erstkontakt mit den Kuba).

### Koloniale und postkoloniale Geschichte
- Emile Banning: L’association internationale africaine et le comité d'études du Haut Congo 1877–1882. Institut national de géographie, Brüssel 1882, (zur Arbeit der Association Internationale Africaine).
- Weißbuch, dem Deutschen Reichstage vorgelegt in der 1. Session der 6. Legislaturperiode (1885). Heymann, Berlin 1885, (enthält den Text der Kongoakte).
- Roger Trinquier, Jacques Duchemin, Jacques Le Bailly: Notre guerre au Katanga. Editions de la Pensée Moderne, Paris 1963.
- Jef Van Bilsen: Kongo, 1945–1965. Het einde van een kolonie. 2. volledig herziene druk. Davidsfonds, Leuven 1993, ISBN 90-6152-599-3, (Historische reeks – Davidsfonds 11), (Insiderbericht zum Ende der Kongokolonie).
- Ludo De Witte: Regierungsauftrag Mord. Der Tod Lumumbas und die Kongo-Krise. Forum-Verlag, Leipzig 2001, ISBN 3-931801-09-8, (Belegt die Verwicklung der Belgier in die Ermordung Lumumbas).
- George Nzongola-Ntalaja: The Congo from Leopold to Kabila. A People's History. Zed Books, London u. a. 2002, ISBN 1-84277-053-5, (Geschichte des Kongo im 20. Jahrhundert, kongolesischer Autor).
- Robert B. Edgerton: The Troubled Heart of Africa: A History of the Congo. St. Martin's Press, New York NY 2002, ISBN 0-312-30486-2, (anthropologisch gefärbte Geschichte des Kongo).
- Kalala Ilunga Matthiesen: Die Demokratische Republik Kongo. Eine Analyse aus staatstheoretischer, verfassungsrechtlicher und völkerrechtlicher Sicht. Waxmann, Münster 2005. ISBN 3-8309-1459-8.
- Dominic Johnson: Kongo. Kriege, Korruption und die Kunst des Überlebens. Brandes & Apsel, Frankfurt am Main 2008, ISBN 978-3-86099-743-7.
- Nancy Rose Hunt: A Nervous State. Violence, Remedies, and Reverie in Colonial Congo. Duke University Press, Durham, North Carolina, USA 2016, ISBN 978-0-8223-5946-3.[19]

## Filmografie
- Der lachende Mann. Dokumentarfilm, DDR, 1966
- Lumumba – Tod des Propheten. Filmessay, Deutschland, 1991, Regie: Raoul Peck
- Mobutu – King of Zaire. Belgien, 1998, Regie: Michel Thierry
- Mord im Kolonialstil – Patrice Lumumba, eine afrikanische Tragödie. BRD, 2000, Regie: Thomas Giefer
- Der Preis für den Frieden. Dokumentarfilm, Frankreich, 2004, Regie: Paul Cowan
- Weißer König, roter Kautschuk, schwarzer Tod. (OT: White King, Red Rubber, Black Death.) Dokumentarfilm, Belgien, 2004, 90 Min., Regie: Peter Bate, Inhaltsangabe von arte.
- Schatten über dem Kongo. (OT: King Leopold's Ghost.) Dokumentation, USA 2006, 95 Min., Buch und Regie: Pippa Scott, Produktion: Linden, deutsche Erstsendung: 5. Mai 2008, WDR, Inhaltsangabe vom WDR, Film-Webseite (Preisgekrönte Dokumentation nach dem gleichnamigen Buch (King Leopold's Ghost) von Adam Hochschild.).